# Harold Macmillan

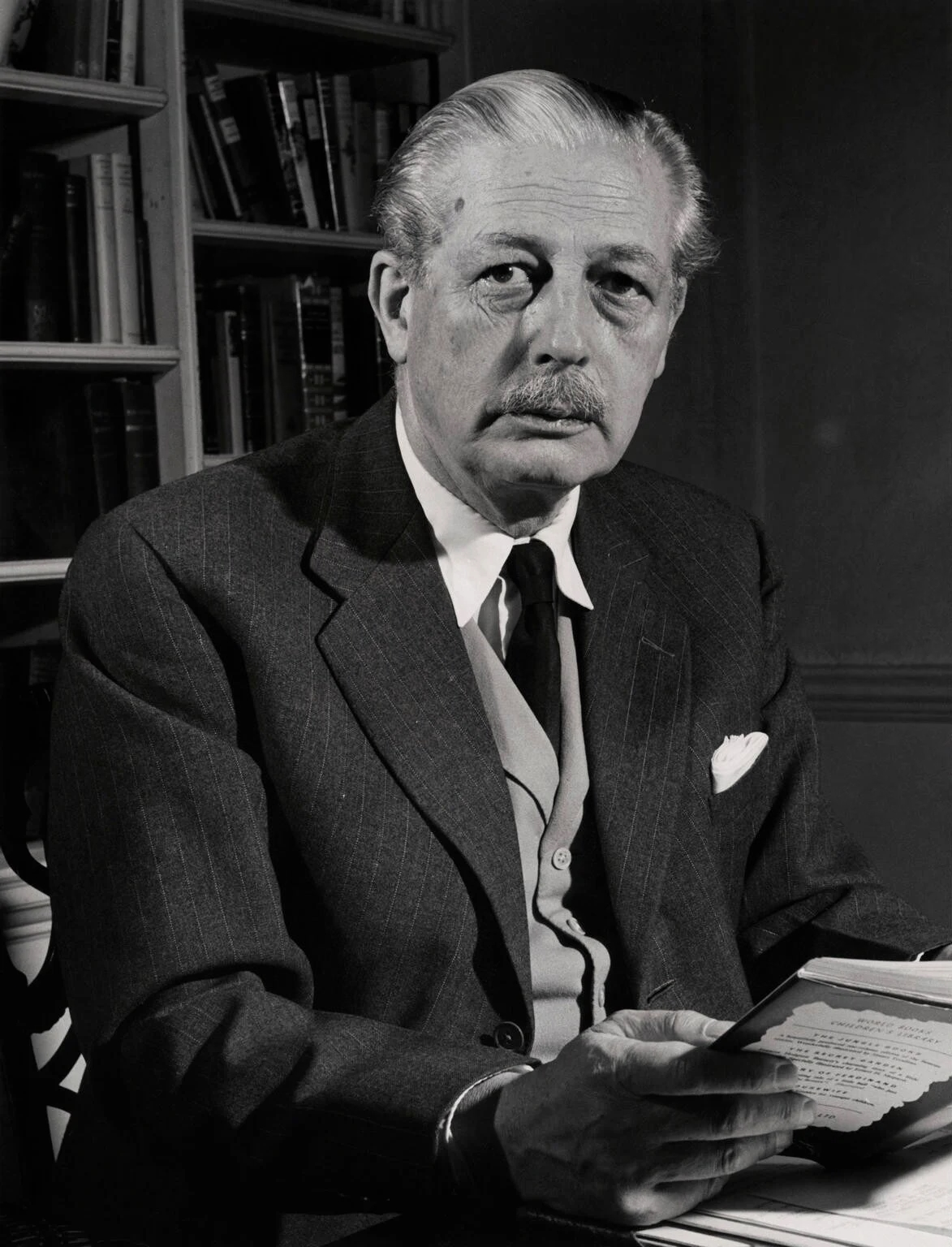
Harold Macmillan (1959)

Maurice Harold Macmillan, 1. Earl of Stockton OM, PC (* 10. Februar 1894 in Chelsea, London; † 29. Dezember 1986 im Birch Grove House, Horsted Keynes, East Sussex) war ein britischer Politiker der Conservative Party und Premierminister des Vereinigten Königreichs vom 10. Januar 1957 bis zum 12. Oktober 1963.
Lange ein rebellischer Hinterbänkler, avancierte Macmillan im Zweiten Weltkrieg schließlich zum zuständigen Minister für den westlichen Mittelmeerraum. Als Vertreter des One-Nation-Konservatismus bekleidete er nach dem Wahlsieg der Tories bei den Unterhauswahlen 1951 als führendes Kabinettsmitglied mehrere wichtige Regierungsämter, unter anderem das des Verteidigungsministers, des Außenministers und des Schatzkanzlers. Seine Amtszeit als Premierminister war innenpolitisch geprägt von zahlreichen Reformen sowie einer prosperierenden Wirtschaft mit niedriger Arbeitslosigkeit und ungleichmäßigem Wirtschaftswachstum. Außenpolitisch behob er die durch die Sueskrise entstandene Entfremdung mit den USA, erreichte die Lieferung von amerikanischen Polaris-Mittelstreckenraketen als neuen Kern der britischen nuklearen Abschreckung und bereitete den Weg für ein partielles Atomteststoppabkommen. Außerdem entließ er in einem beschleunigten Prozess der Dekolonisation mehrere Länder des Britischen Weltreiches in die staatliche Unabhängigkeit. Der von ihm initiierte und am 9. August 1961 gestellte Antrag auf EWG-Beitritt scheiterte jedoch, weil der französische Staatspräsident Charles de Gaulle am 14. Januar 1963 sein Veto einlegte. Das Ende von Macmillans Amtszeit war von einigen Skandalen wie der Profumo-Affäre überschattet.
Neben seiner politischen Karriere war Macmillan jahrzehntelang Verleger im familieneigenen Verlag Macmillan Publishers und Autor mehrerer politischer und wirtschaftspolitischer Sachbücher.

## Leben

### Frühe Jahre

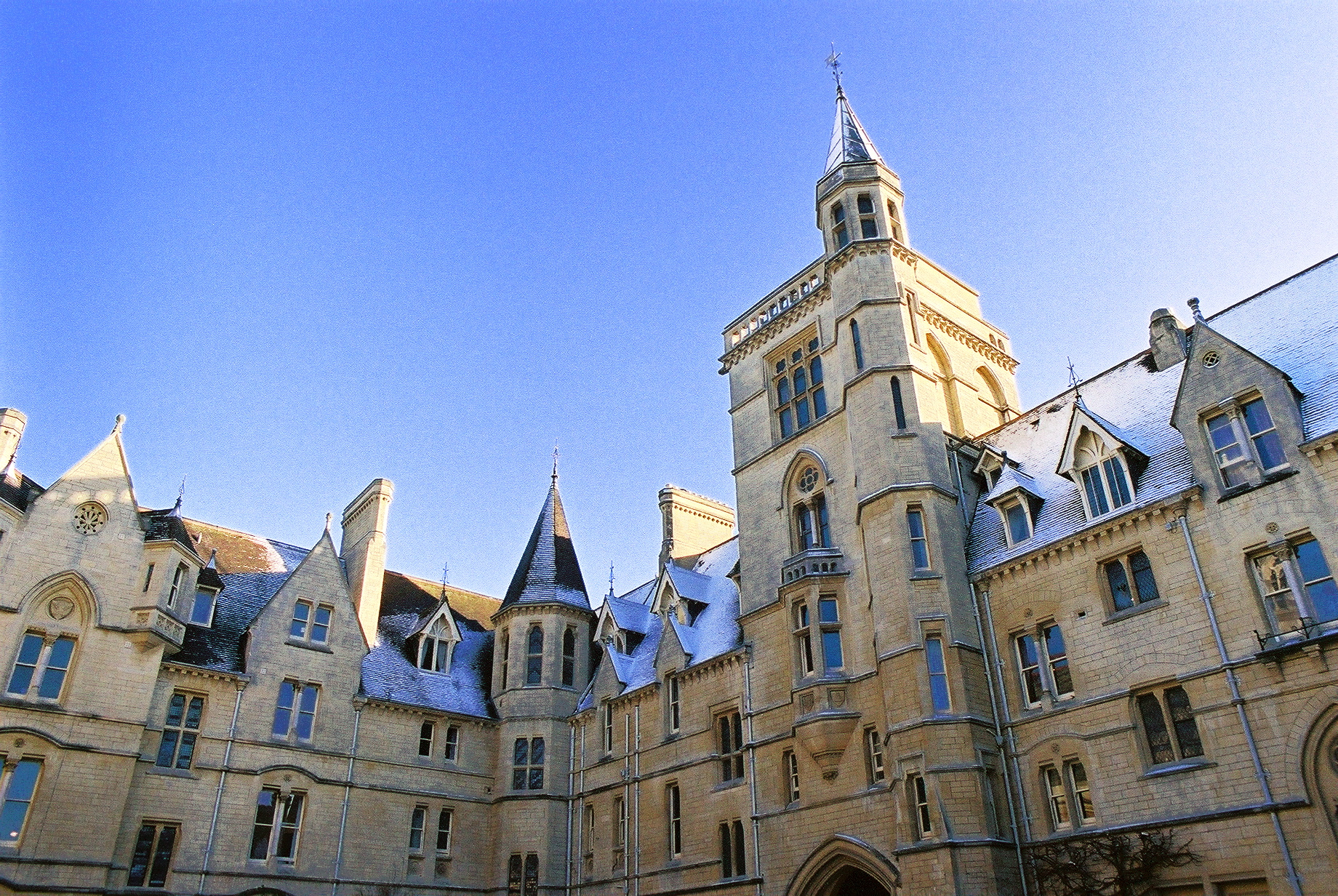
Balliol College, Oxford

Harold Macmillan wurde als dritter Sohn des schottischen Verlegers Maurice Crawford Macmillan (1853–1936) und der Amerikanerin Helen (Nellie) Artie Tarleton Belles (1856–1937) geboren. Sein Großvater Daniel Macmillan und dessen Bruder Alexander, Söhne eines Pachtfarmers auf der Isle of Arran, hatten 1843 den Verlag Macmillan & Company gegründet. Seine Mutter stammte aus dem Mittleren Westen der USA.
Nach dem Besuch der Summer Fields School, einer renommierten Vorbereitungsschule für Jungen, wurde Harold Macmillan am Eton College erzogen und studierte am Balliol College der University of Oxford. Prägend war seine Freundschaft mit Ronald Knox, der ihm Privatunterricht gab, nachdem sich Macmillan eine schwere Lungenentzündung zugezogen hatte und von seiner Mutter vom Eton College genommen wurde; Knox vermittelte Macmillan ein tiefes Interesse am christlichen Glauben. In der Folge erwog Macmillan zeitweise auch den Übertritt zum katholischen Glauben. Zeitlebens blieb er ein praktizierender Christ. In Oxford trat Macmillan, wie unter politisch interessierten Studenten üblich, mehreren Debattierclubs bei; so gehörte er unter anderem auch zu den Mitgliedern des Hanover Club, eines von 1911 bis 1913 bestehenden deutsch-britischen Debattierclubs unter Führung von Albrecht Graf von Bernstorff, der das gegenseitige Verständnis fördern sollte. Wie viele andere seiner Kommilitonen erlebte Macmillan den Sommer 1914 als eine Zeit unbeschwerter Zufriedenheit; sein Leben lang bewahrte er Balliol und Oxford in geschätzter Erinnerung und zitierte später gern aus Hilaire Bellocs nostalgischem Poem To the Balliol Men Still in Africa den Vers „Balliol made me, Balliol fed me“.
Seine politischen Sympathien in seiner Zeit in Oxford galten vor allem den regierenden Liberalen.
Im Ersten Weltkrieg diente Macmillan als Offizier der Grenadier Guards in Nordfrankreich, nahm dabei an den Schlachten bei Loos und an der Somme teil und wurde dreimal verwundet. Seine letzte Verwundung an der Hüfte, die er in der Schlacht an der Somme 1916 (nahe Ginchy) erlitt, beendete seine aktive Teilnahme am Krieg, zwang ihn die nächsten vier Jahre in eine Rehabilitation und ließ ihn für den Rest seines Lebens mit einem schlurfenden Gang zurück. Als Kompaniechef setzte er sich nicht von den meist aus der Arbeiterklasse stammenden Mannschaftsdienstgraden ab. Das klassenübergreifende Erlebnis des Kriegs und der Respekt, den er seinen Soldaten zollte, prägte ihn für sein weiteres Leben. Die Kriegserfahrung begründete seine in den 1920er-Jahren immer wieder geäußerten Sympathien für die Arbeiterbewegung.

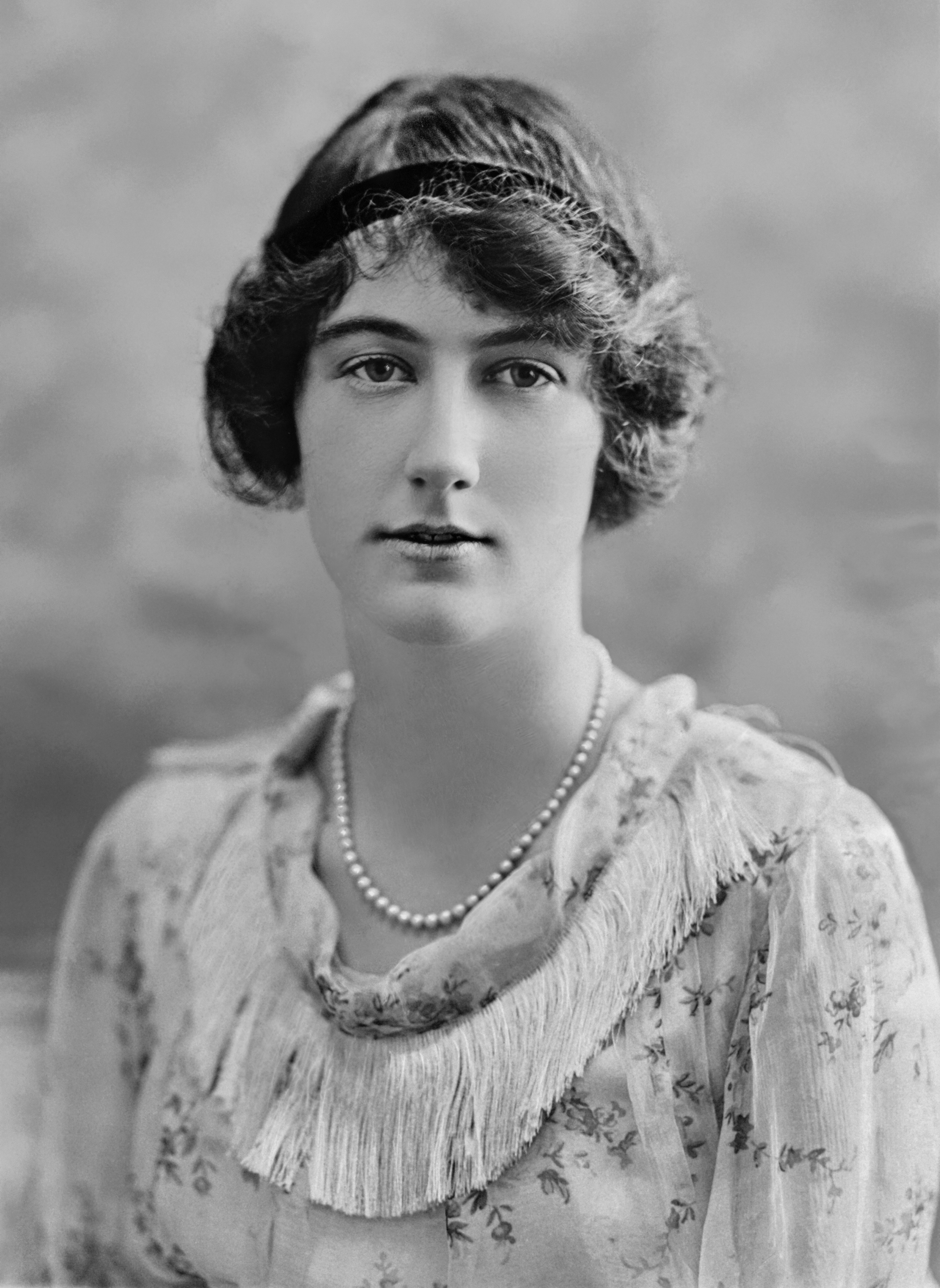
Lady Dorothy Evelyn Macmillan 1920

Nach dem Krieg lehnte Macmillan eine Rückkehr nach Oxford ab, da zu viele seiner dortigen Freunde und Kommilitonen im Krieg gefallen waren. Stattdessen diente er im kanadischen Ottawa als Aide-de-camp für den 9. Herzog von Devonshire, zu dieser Zeit Generalgouverneur von Kanada. Am 21. April 1920 heiratete er dessen Tochter, Lady Dorothy Cavendish (1900–1966), in der St Margaret’s Church in London; die Hochzeit fand im Beisein von Queen Alexandra und Prince Albert statt und stellte innerhalb der britischen Upper Class das bedeutendste gesellschaftliche Ereignis des Jahres dar. Die Macmillans hatten vier Kinder: Maurice Victor (1921–1984), Caroline (1923–2016), Catherine (1926–1991) und Sarah (1930–1970).
Ende 1929 begann seine Frau eine lebenslang währende Affäre mit Macmillans Parteifreund, dem Lebemann Robert „Bob“ Boothby. Wenn auch unbekannt für die weite Öffentlichkeit, sorgte die Affäre für einen Skandal in der höheren britischen Gesellschaft, da seine Frau entgegen den damaligen Konventionen sich keine Mühe machte, diese diskret zu handhaben, sondern sie im Gegenteil zunächst ganz offen auslebte und eine Scheidung von Macmillan anstrebte. Dennoch verweigerte Macmillan (auch aus politischen Gründen) die von seiner Frau geforderte Scheidung, da diese Macmillans politische Karriere ruiniert hätte. Auf Rat seines Anwalts Philip Frere kam er stattdessen mit seiner Frau zu einem Modus Vivendi, der vorsah, dass sie ihn nach außen politisch unterstützte und die Affäre mit Boothby künftig privat und diskret hielt.

### Einstieg in die Politik
Ebenfalls 1920 trat Macmillan in den familieneigenen Verlag als Juniorpartner ein, entschied sich jedoch bald, auch für einen Sitz im Unterhaus zu kandidieren und im Unternehmen nur halbtags zu arbeiten. Bei der Unterhauswahl im Dezember 1923 erzielte er als konservativer Kandidat im industriell geprägten nordenglischen Stockton-on-Tees einen Achtungserfolg, unterlag aber knapp dem Kandidaten der Liberalen. Nachdem Labour-Premierminister Ramsay MacDonald eine Vertrauensabstimmung verloren hatte, kam es im Oktober 1924 zu einer Neuwahl und Macmillan wurde ins Unterhaus gewählt. Seine positiv aufgenommene Jungfernrede hielt er am 30. April 1925. In den folgenden Jahren konzentrierte Macmillan sich vor allem auf soziale und ökonomische Fragen. In seinem von hoher Arbeitslosigkeit geprägten Wahlkreis Stockton-on-Tees engagierte er sich ebenfalls im sozialen Sektor, vor allem im Bereich der Jugendarbeit. Auf gesellschaftlicher Ebene wurde Macmillan bald in den erweiterten Zirkel von Winston Churchill, auch bekannt als „The Old Guard“ (Die alte Garde), einbezogen – Churchills Biographie seines Vaters, Lord Randolph Churchill, war vom Macmillan-Verlag publiziert worden. Wegen seiner von der Parteilinie oft abweichenden Haltungen charakterisierte der ehemalige Premier David Lloyd George Macmillan als einen „geborenen Rebellen.“ 1927 verfasste er zusammen mit Bob Boothy, John Loder und Oliver Stanley das Booklet Industry and the State. Mit seinen Co-Autoren und einigen anderen jüngeren Parteimitgliedern wie Duff Cooper bildete er eine progressive Gruppe, die von etablierten Tories geringschätzig „YMCA“ betitelt wurde.
Bei der Unterhauswahl 1929, die zum ersten Mal allen Frauen das allgemeine Wahlrecht einräumte, verlor Macmillan seinen Sitz. In den zwei Jahren ohne Sitz im Unterhaus suchte er sich auf die Arbeit als Verleger zu konzentrieren und nahm eine führende Position in der Publishers’ Association ein. Beides blieb für ihn persönlich unbefriedigend, da er als Juniorpartner nur wenig Einfluss im familieneigenen Verlag hatte. Hinzu kam seine desperate private Situation. Im Spätsommer 1931 erlitt er einen Nervenzusammenbruch und wurde einige Wochen im Sanatorium der Kuranstalt Neuwittelsbach behandelt. Im Oktober 1931 kehrte er nach England zurück und gewann bei der Unterhauswahl am 27. Oktober seinen Parlamentssitz in Stockton zurück. Als der Labour-Renegat Oswald Mosley seine New Party gründete, zeigte Macmillan zunächst Sympathien. Sobald Mosley damit begann, faschistische Inhalte zu übernehmen, distanzierte Macmillan sich jedoch wieder. Eine fünfwöchige Reise durch die Sowjetunion im August und September 1932 steigerte sein Interesse für außenpolitische Fragen und weckte in Macmillan eine instinktive Abneigung gegen die totalitären Regierungsformen, obwohl seine Gastgeber ihn von den tatsächlichen Lebensbedingungen weitgehend abschirmten.
Im Unterhaus verbrachte er die 1930er-Jahre als Hinterbänkler. In diesen Jahren schrieb er die Bücher Reconstruction: A Plea for a National Policy, Planning for Employment, The Next Five Years und The Middle Way, die „Summe“ seines wirtschaftspolitischen Denkens. Basierend auf den Theorien des Keynesianismus des von Macmillan & Company publizierten John Maynard Keynes und Franklin D. Roosevelts New Deal skizzierte er einen „mittleren Weg“ zwischen Manchesterkapitalismus und Planwirtschaft. Es war zugleich eine Abrechnung mit der britischen Klassengesellschaft, die große Aufmerksamkeit fand und mehrfach (zuletzt 1994) aufgelegt wurde. Macmillan attackierte seine Partei als „eine Partei dominiert von … Unternehmens-Promotern – ein Kasino-Kapitalismus – unwahrscheinlich etwas anderes zu repräsentieren als sich selbst.“ Seine aus konservativer Warte „linken“ Ansichten und seine scharfe Kritik an Stanley Baldwin und Arthur Neville Chamberlain isolierten ihn innerhalb seiner Partei. Macmillan war von Beginn an auch ein ausgesprochener Gegner der vor allem von Neville Chamberlain vertretenen Appeasement-Politik. Im Dezember 1935 kritisierte er in einem Leserbrief an die Londoner Times, dass der anglofranzösische Hoare-Laval-Pakt den Kollaps des Völkerbunds bedeuten könnte. Später war er einer von nur zwei konservativen Abgeordneten, die sich gegen den Pakt aussprachen. Das von Neville Chamberlain im September 1938 ausgehandelte Münchner Abkommen bezeichnete er als „eine komplette Kapitulation vor den Rasseprinzipien der Nazi-Philosophie.“ Im Anschluss nahm er 50 Flüchtlinge aus dem Sudetenland auf seinem Anwesen Birch Grove in East Sussex auf. Als politische Geste verbrannte er zudem bei den Bonfire-Night-Festivitäten am Guy Fawkes Day (im November 1938) eine Puppe, die nicht dem historischen Abbild von Guy Fawkes entsprach, sondern optisch Neville Chamberlain nachempfunden war.

### Zweiter Weltkrieg

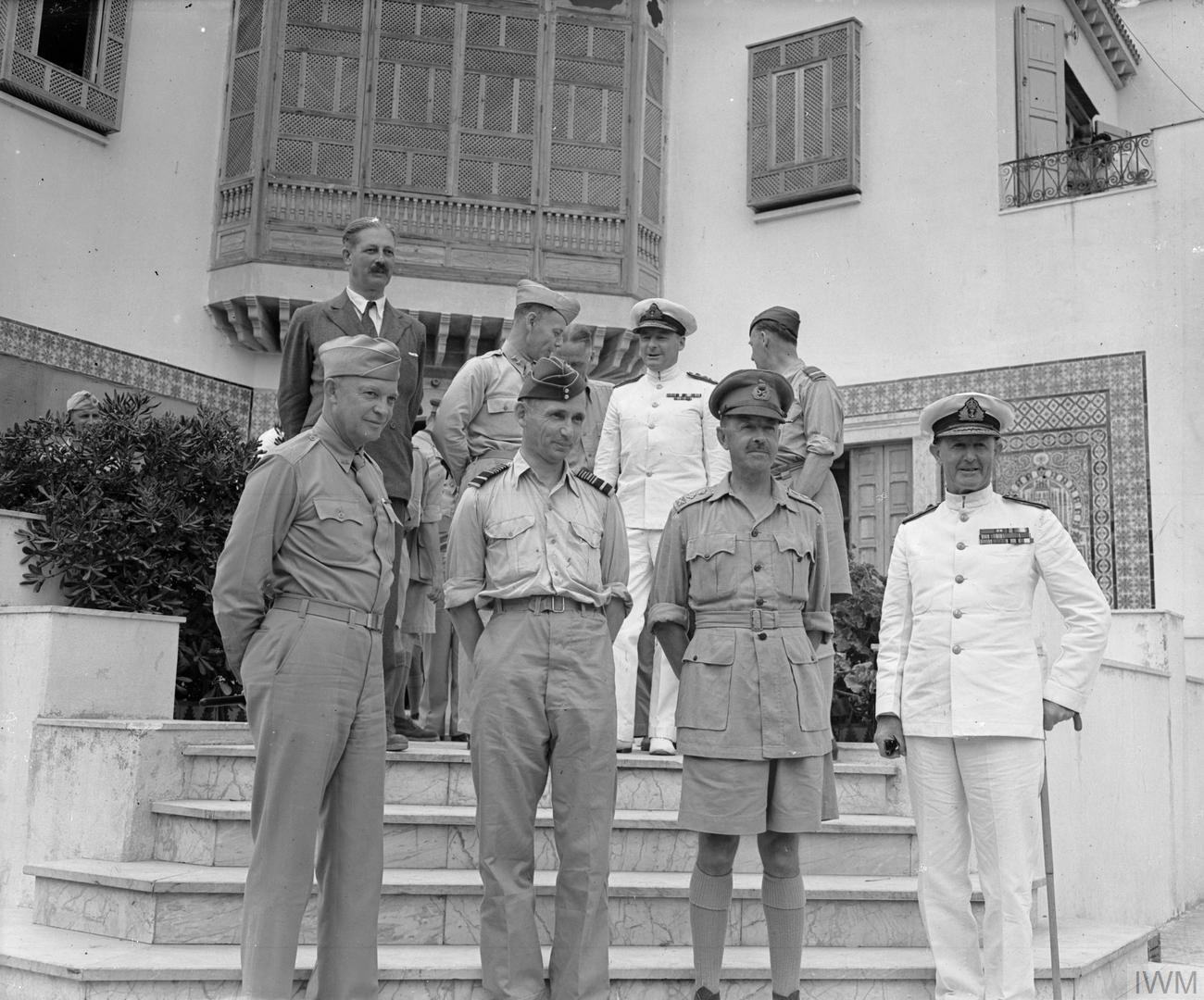
Die alliierten Befehlshaber in Tunesien. Macmillan oben links, Eisenhower unten links

Während des Zweiten Weltkriegs unternahm er 1939 eine halboffizielle Reise nach Skandinavien, um von dort dem Unterhaus über den finnisch-sowjetischen Winterkrieg zu berichten. Während der sogenannten Norwegendebatte am 7. und 8. Mai 1940 stimmte Macmillan (als einer von 80 konservativen Abgeordneten) gegen die Regierung Chamberlains, der im Anschluss an die Debatte zurücktrat. In unmittelbarer Folge gehörte Macmillan der neugebildeten Koalitionsregierung an. Von Premierminister Winston Churchill in seine Kriegsregierung berufen, arbeitete er zunächst zwei Jahre beim Ministry of Supply unter Lord Beaverbrook, bevor er für kurze Zeit als Unterstaatssekretär in das Kolonialministerium wechselte. Dazu gehörte er auch dem Privy Council an, eine Ernennung, die ebenfalls auf eine Initiative Churchills zurückging.
Im Jahr 1942 wurde er Repräsentant der britischen Regierung (Minister Resident) beim alliierten Hauptquartier (kurz AFHQ) im westlichen Mittelmeerraum. Dieser Posten, nominell mit Kabinettsverantwortung verbunden, bedeutete einen Karrieresprung für Macmillan. Dabei war er unter Umgehung des Außenministeriums Churchill direkt unterstellt und sollte als Verbindungsmann zwischen Kriegskabinett und dem lokalen alliierten Hauptquartier in Algier dienen. In dieser Funktion nahm er an der Konferenz von Casablanca teil. Der klassisch gebildete Macmillan beschrieb diese Konferenz in Anlehnung an das spätrömische Reich ironisch als das Treffen zwischen dem Kaiser des Westens und dem Kaiser des Ostens. Während seiner Zeit in Nordafrika war es wiederholt seine Aufgabe, als Vermittler Spannungen zwischen Briten und Amerikanern zu bereinigen, die sich aus unterschiedlichen Sichtweisen über die Führung des Krieges ergaben. Zudem musste er interne Rivalitäten im Französischen Komitee für die Nationale Befreiung beseitigen. Im Gegensatz zu Churchill und Franklin D. Roosevelt stand Macmillan dabei Charles de Gaulle aufgeschlossen gegenüber, der mit Churchill und Roosevelt wiederholte Auseinandersetzungen hatte. Macmillan verhinderte mit seiner Vermittlung, dass die angloamerikanische Allianz de Gaulle ihre Unterstützung entzog. Auch baute Macmillan eine harmonische Beziehung zu Dwight D. Eisenhower und seinem amerikanischen Pendant Robert Murphy auf. Im Februar 1943 verunglückte das Flugzeug, in dem er von Algier aus nach Alexandria fliegen sollte, noch beim Start. Macmillan, der bei dem Unfall einem anderen Passagier das Leben rettete, erlitt eine Gehirnerschütterung sowie Verbrennungen an Körper und im Gesicht.

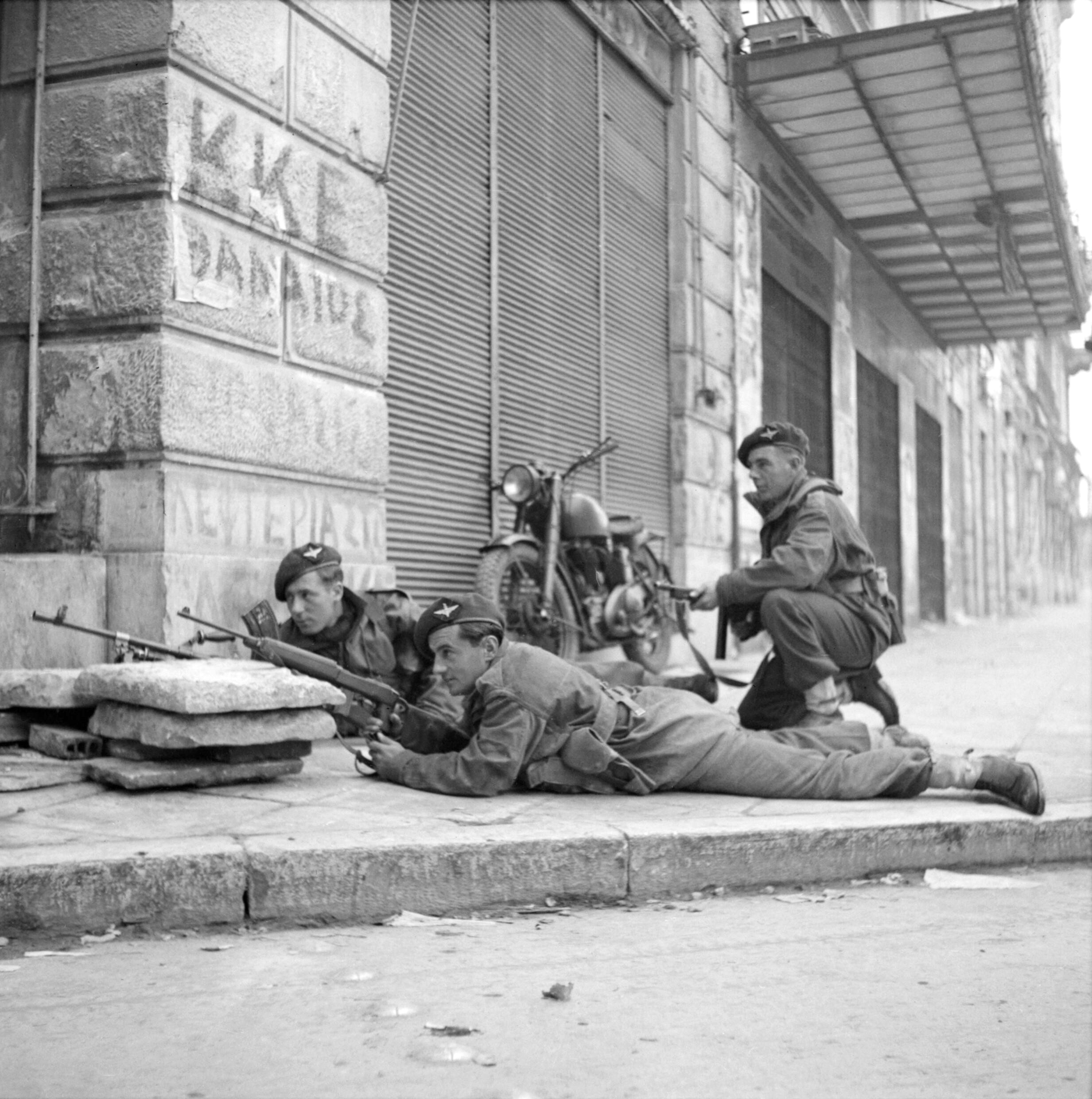
Britische Einheiten während der Schlacht von Athen

Nach der erfolgreichen Alliierten Invasion in Italien siedelte Macmillan mit dem AFHQ von Algier nach Caserta um. Mit Roosevelts Zustimmung ernannte Churchill Macmillan nun – zusätzlich zu seinen Funktionen als Resident Minister und Berater des Oberbefehlshabers – zum Chief Commissioner der Alliierten Kontrollkommission, was seinen Einfluss und Aktionsradius noch einmal beträchtlich erweiterte. Allerdings brachte ihn dies auch in Konflikt zu Außenminister Anthony Eden, der mit Macmillan in diversen Sachfragen nicht übereinstimmte und um seine eigene Stellung fürchtete. Im weiteren Kriegsverlauf spielte er eine entscheidende Rolle bei der Installation von Erzbischof Damaskinos Papandreou als griechischen Regenten; während der Schlacht um Athen gelang es Macmillan, in der belagerten britischen Botschaft Churchill von der Regentschaft zu überzeugen. Dieser hatte eigentlich eine Restauration der Monarchie unter dem unpopulären Georg II. präferiert. Am 12. Mai 1945, kurz nach Deutschlands bedingungsloser Kapitulation, flog Macmillan nach Klagenfurt am Wörthersee, wo er sich mit dem Befehlshaber des britischen 5. Korps, General Charles Keightley, traf. Im Raum standen Diskussionen über den drohenden Konflikt mit Josip Broz Titos Volksbefreiungsarmee, die Kärnten und Julisch Venetien teilweise besetzt hatte und für das kommunistische Jugoslawien beanspruchte. Dabei riet er Keightley (entsprechend einem Abkommen zwischen den Westmächten und der Sowjetunion, alle sowjetischen Staatsbürger, die von britischen Truppen befreit waren, „ohne Rücksicht auf deren Wünsche“ der Sowjetunion zu überstellen), die dort lagernden Kosakenverbände an die Rote Armee zu übergeben. Macmillan kehrte am nächsten Tag wieder nach Caserta und von dort nach England zurück, während die endgültige Entscheidung über die Auslieferung erst bei einer Militärkonferenz in Udine am 26./27. Mai 1945 fiel; in den 1980er Jahren sorgte seine Involvierung in diesen Vorgang, später unter anderem auch als Lienzer Kosakentragödie bekannt geworden, jedoch für eine öffentliche Kontroverse.

### Oppositionsphase im Großbritannien der Nachkriegszeit

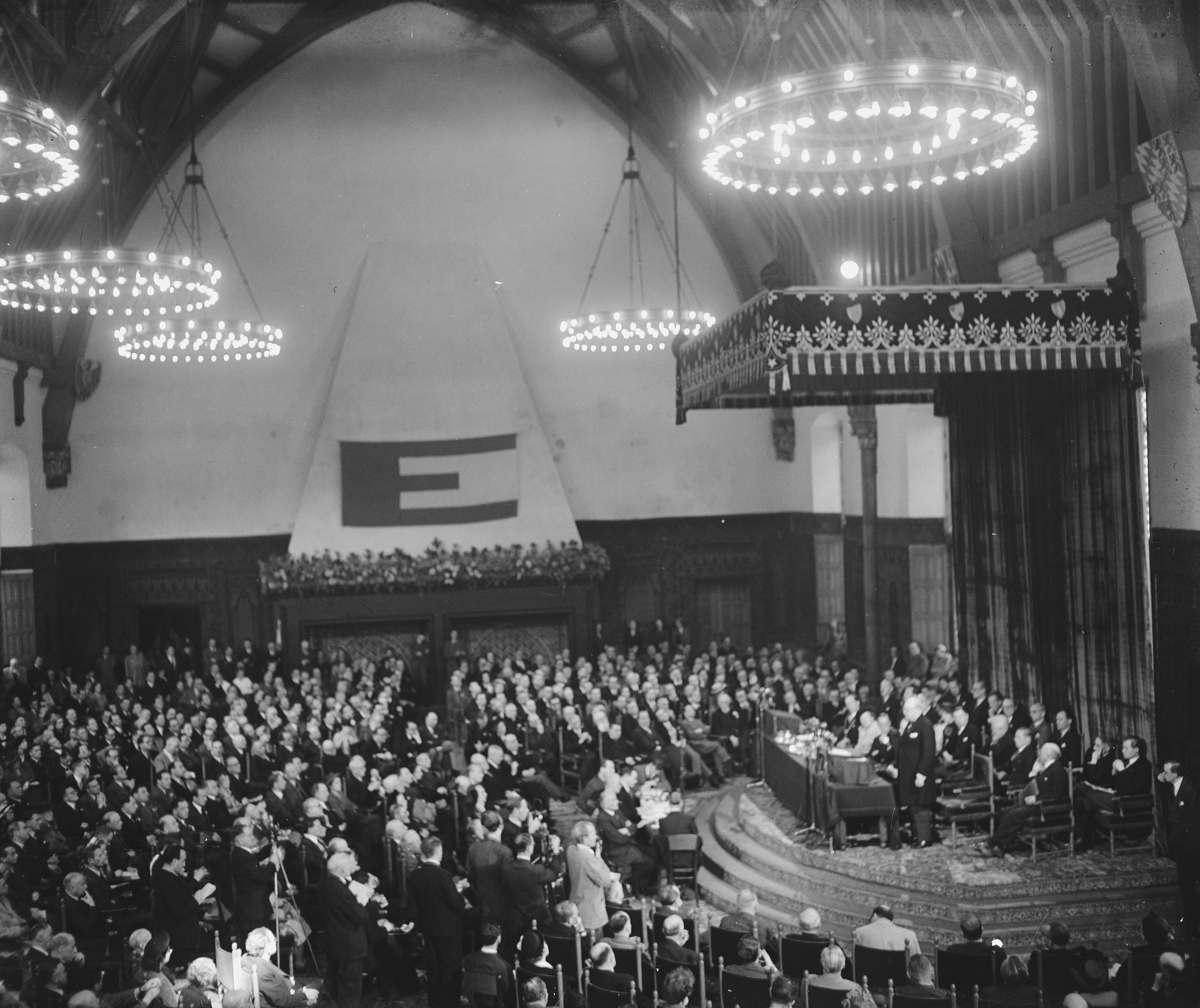
Europa-Kongress im Rittersaal in Den Haag, Mai 1948

Nach dem Krieg kehrte er in ein stark verändertes England zurück – Macmillan notierte in seinem Tagebuch, er fühle sich „daheim beinahe wie ein Fremder“. In der Übergangsregierung Churchills war er für zwei Monate Luftfahrtminister. Bei der deutlichen Wahlniederlage der Konservativen bei der Unterhauswahl 1945 (die er bereits ab Ende 1942 prognostiziert hatte) verlor auch Macmillan seinen Sitz im Unterhaus. Durch seinen Sieg bei einer Nachwahl in Bromley konnte er jedoch schon im November 1945 wieder ins Unterhaus einziehen. Bromley, ein suburbaner Ort in Kent und ein sicherer Wahlkreis für die Tories, blieb Macmillans Wahlkreis bis zu seinem Ausscheiden aus dem Unterhaus. Harold Nicolson notierte zu dieser Zeit Macmillans gestiegenes Ansehen vor allem unter den Hinterbänklern seiner Partei: „Sie fühlen, dass Winston zu alt und Anthony (Eden) zu schwach ist. Sie wollen, dass Harold Macmillan sie anführt.“ Aufstrebende junge Tories wie Edward Heath fühlten sich programmatisch zu Macmillan hingezogen. Der vormalige Außenseiter Macmillan, vor dem Krieg oft als langweilig beschrieben, fiel nun eher durch sein selbstsicheres, distinguiertes und weltmännisches Auftreten auf. Immer dem ursprünglich von Benjamin Disraeli propagierten One-Nation-Konservatismus zuzuordnen, befand er sich durch seine programmatischen Schwerpunkte vor dem Krieg, sein Eintreten für den Keynesianismus und seine Opposition gegen die Appeasement-Politik nun ganz im Einklang mit der offiziellen Parteilinie, was seinen weiteren Aufstieg begünstigte. Bereits in den ersten Jahren der konservativen Opposition avancierte Macmillan zum Frontbänkler und wurde von der Zeitung The Observer als potentielle künftige Führungskraft gehandelt. Er war Teil mehrerer konservativer Arbeitsgruppen, die eine Neuausrichtung der Tories vorantrieben. Neben Rab Butler war er der Hauptautor der Industrial Charter, die für eine gemischte Ökonomie eintrat sowie eine Mischung aus Keynesianismus, Sozialer Sicherung und Arbeitnehmerrechten bewarb. Die Industrial Charter wurde einer der zentralen Eckpunkte im Wahlkampf der Tories, die sich nach ihrer klaren Niederlage 1945 nun intensiv bemühten, ebenfalls sozialstaatliche Themen zu besetzen und den Wohlfahrtsstaat auszubauen. Von Anfang an war Macmillan ein Unterstützer der von Churchill und Duncan Sandys ins Leben gerufenen Union Europe Movement, die ein vereintes, föderales Europa propagierte. Er nahm 1948 am Haager Europa-Kongress sowie regelmäßig an Sitzungen des Europarats in Straßburg teil und war in den Jahren 1950/1951 faktisch der Wortführer der Delegation der britischen Konservativen. Vor der Unterhauswahl 1950, die Labour knapp gewann, war Macmillan ein Mitautor des Wahlmanifests der Tories.

### Kabinettsmitglied unter Churchill und Eden

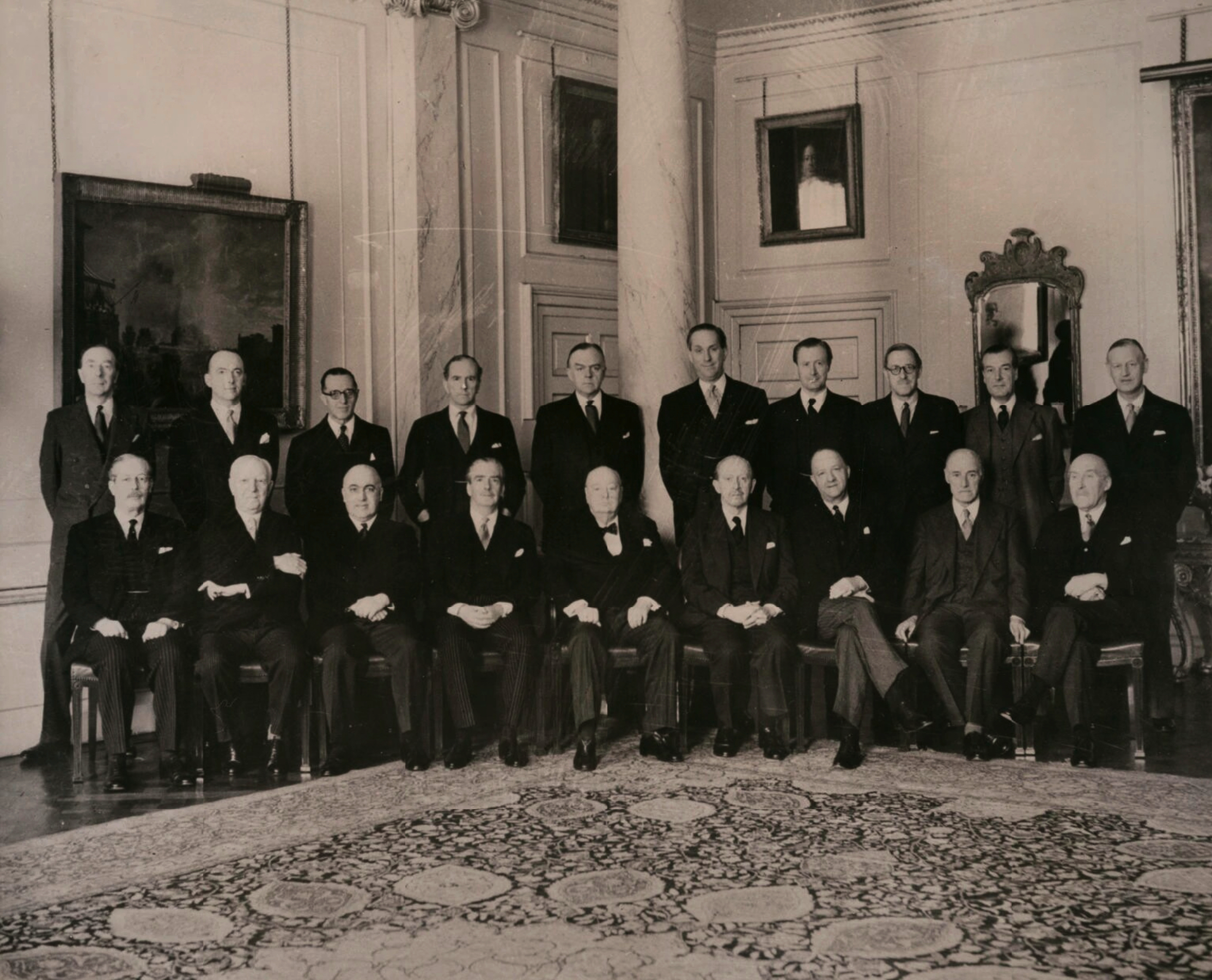
Churchills Kabinett 1955; Macmillan sitzt ganz links

Als die Konservativen bei der Wahl am 25. Oktober 1951 wieder an die Macht kamen, wurde Macmillan unter Premierminister Winston Churchill Wohnungsbauminister und sollte nun das Versprechen der Tories erfüllen, 300.000 neue Wohnungen im Haushaltsjahr zu bauen, um die Wohnungsnot im England der Nachkriegszeit zu bekämpfen. Macmillan, der den neu geschaffenen Posten zunächst eher zögerlich annahm, organisierte das neue Ministerium bald nach dem Vorbild des Ministry of Supply im Zweiten Weltkrieg. Im Jahre 1953 wurde das propagierte Ziel erreicht, ein Jahr früher als ursprünglich geplant. Allerdings erfüllte Macmillan (dem von Churchill mit auf den Weg gegeben worden war, dass diese Aufgabe seine politische Karriere entweder ruinieren oder begünstigen würde) dies auch, indem er teilweise eine Reduktion der bisherigen baulichen Standards vornahm.
In dieser Zeit setzte er sich zudem für eine aktivere Rolle Großbritanniens im Europarat ein und befürwortete in einem internen Memorandum sowohl den Schuman-Plan als auch die Idee eines europäischen Sicherheitssystems, in dem Großbritannien eine aktive Rolle übernehmen sollte. Jedoch sah er sich diesbezüglich im Kabinett einer ablehnenden Mehrheit gegenüber, die von Außenminister Anthony Eden angeführt wurde.
Ab Oktober 1954 war er nach einer Kabinettsumbildung Verteidigungsminister ein Posten, mit dem er ursprünglich geliebäugelt hatte der ihm jedoch durch Churchills dauerndes Hineinregieren bald verleidet wurde. Während seiner Zeit als Verteidigungsminister reifte in Macmillan die Erkenntnis, dass die konventionellen Streitkräfte zunehmend obsolet seien und Großbritannien sich nur durch die Möglichkeit eines Zweitschlages gegen einen (sowjetischen) Angriff mit Atomwaffen absichern könne. Als der alternde Churchill, der lange an seinem Amt festhielt, sukzessive von seinem Kabinett zum Rücktritt gedrängt wurde, war Macmillan der Abgesandte, der Churchill direkt mit den Ansichten des Kabinetts konfrontierte.

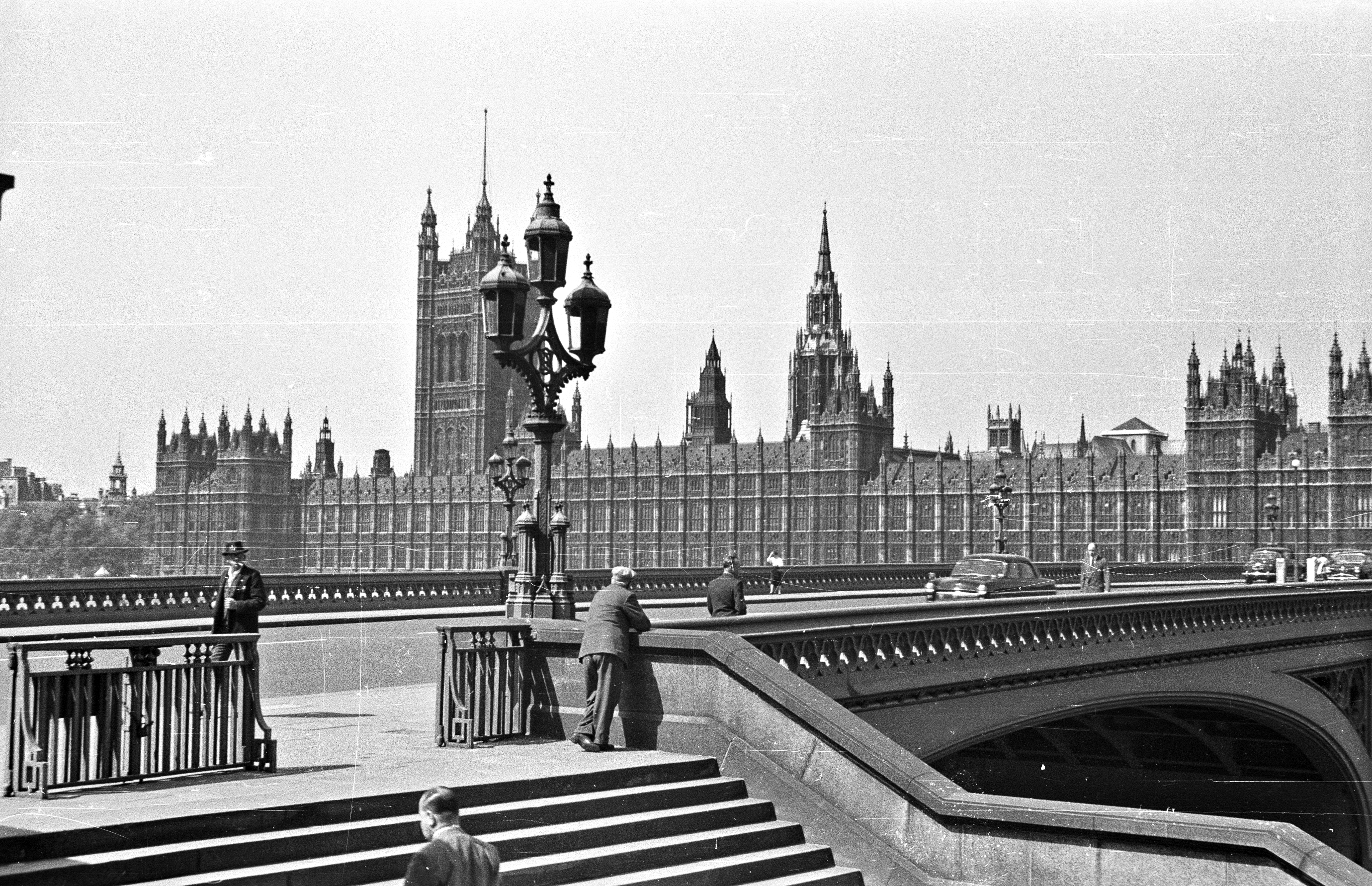
Palace of Westminster, London, Ansicht in den 1950er-Jahren

Im Kabinett von Churchills Nachfolger Sir Anthony Eden wurde Macmillan zunächst Außenminister. Wie bereits in seiner Zeit als Verteidigungsminister übernahm er damit erneut ein Amt, das der Premierminister als sein ureigenes Portfolio ansah. Eden, der mit einer kurzen Ausnahme nie ein anderes Ministeramt als das des Außenministers bekleidet hatte, versuchte weiterhin, das Foreign Office und die Kernkompetenzen der Außenpolitik zu kontrollieren. Schließlich schlug Eden deshalb Macmillan Mitte September 1955 vor, in das Amt des Schatzkanzlers zu wechseln, um ihn durch seinen langjährigen, loyalen Untergebenen Selwyn Lloyd ersetzen zu können. Macmillan knüpfte an seine Zustimmung mehrere Bedingungen; vor allem bat er sich komplette Autonomie als Schatzkanzler aus und verlangte weiterhin, dass Rab Butler kein Deputy Prime Minister (stellvertretender Premierminister) sein dürfe (und damit in der Hierarchie über ihm stehen würde). Nachdem Eden die meisten seiner Forderungen erfüllt hatte, stimmte er im Dezember 1955 schließlich zu und wechselte bei der nachfolgenden Kabinettsumbildung in das Amt des Schatzkanzlers (1955–1957). Als Schatzkanzler führte er in seinem Haushaltsbudget von April 1956 die Neuerung der Premium Bonds ein, nahm eine Diskonterhöhung vor und setzte – gegen Edens Willen – den Wegfall der Subventionen für Brot und Milch durch. Außerdem war er maßgeblich in die Verhandlungen mit der Bundesrepublik über weitere deutsche Ausgleichszahlungen für den Unterhalt der Britischen Rheinarmee involviert. Ende Juni 1956 kamen beide Seiten überein, die deutschen Direktzahlungen an Großbritannien noch einmal bis zum April 1957 zu verlängern.
Während der Sueskrise zunächst einer derjenigen, die Eden zu einem entschlossenen Kurs gegenüber Nasser ermutigten, war Macmillan direkt in die Planung der anglo-französischen Intervention eingebunden und gab sich als Hardliner. Nach seinen Gesprächen mit Präsident Dwight D. Eisenhower, US-Außenminister John Foster Dulles und US-Finanzminister George M. Humphrey (anlässlich eines Treffens des Internationalen Währungsfonds in den USA) berichtete er dem britischen Kabinett von der geäußerten Unterstützung seitens der US-Regierung. Allerdings unterließ er es, Eden über Äußerungen von Außenminister Dulles zu informieren, in denen dieser vor einer Aktion vor dem 6. November (dem Tag der US-Präsidentschaftswahlen) gewarnt hatte, und vertraute dafür ganz auf sein gutes persönliches Verhältnis zu US-Präsident Eisenhower. Macmillan bestärkte Eden in der optimistischen Haltung, dass die Amerikaner Großbritannien letztlich unterstützen und ein fait accompli akzeptieren würden. Sobald die US-Administration als Reaktion auf den anglo-französischen Angriff begann, politischen und vor allem auch ökonomischen Druck auf Großbritannien auszuüben, schwenkte Macmillan jedoch um und forderte innerhalb des Kabinetts ein schnelles Ende der Aktion. Diese völlige Kehrtwende charakterisierte der Labour-Politiker Harold Wilson später in seinem sarkastischen Bonmot „first in, first out“. Macmillan vernichtete später seine Tagebücher, die die Zeitperiode der Sueskrise abdeckten.
Seit Jahren von fragiler Konstitution, erlitt Eden nach dem Fiasko einen gesundheitlichen Zusammenbruch und trat zunächst einen Erholungsurlaub auf Jamaika an. In dieser Zeit leitete ein Triumvirat bestehend aus Lord Salisbury (dem führenden Tory im Oberhaus und Lord President of the Council, dazu auch Macmillans Schwager), Rab Butler und Macmillan kommissarisch die Amtsgeschäfte; Macmillan positionierte sich bereits für die nun absehbare Suche nach einem neuen Premierminister. So hielt er, im Gegensatz zu dem bei dieser Gelegenheit äußerst leidenschaftslos auftretenden Butler, eine betont kämpferische 30-minütige Rede vor dem 1922er-Hinterbänklerkomitee. Als Eden im Januar 1957 schließlich zurücktrat, waren die beiden geeigneten Kandidaten für die Nachfolge als Premierminister und Parteiführer der Konservativen Macmillan und Rab Butler. Beide verband bereits seit längerem eine unterschwellige Rivalität. Anders als von vielen Beobachtern vermutet setzte sich Macmillan durch. Da die Konservativen zu dieser Zeit kein formelles Verfahren zur Bestimmung eines Nachfolgers hatten, holte Queen Elisabeth II. den Rat von mehreren Personen ein, nach wem sie schicken sollte: Eine von Lord Salisbury abgehaltene inoffizielle Umfrage unter den Kabinettsmitgliedern ergab eine deutliche Mehrheit für Macmillan. Auf Salisburys Anraten hin wurden auch noch Chief-Whip Edward Heath und der Vorsitzende des 1922-Komitees, John Morrison, um ihre Ansicht gebeten; beide sprachen sich ebenfalls für Macmillan aus. Der ebenfalls befragte Churchill riet der Queen zu Macmillan mit der Begründung: „Harold ist entschlossener“. Hinzu kamen unter den gegebenen Umständen auch Macmillans enge Kontakte zur US-Administration, die ebenfalls Macmillan als Nachfolger Edens präferierten. Der scheidende Premier Eden, der eine Präferenz für Butler geäußert hatte, gab dagegen keine formelle Empfehlung ab.

### Premierminister

#### Erste Amtszeit (1957–1959)

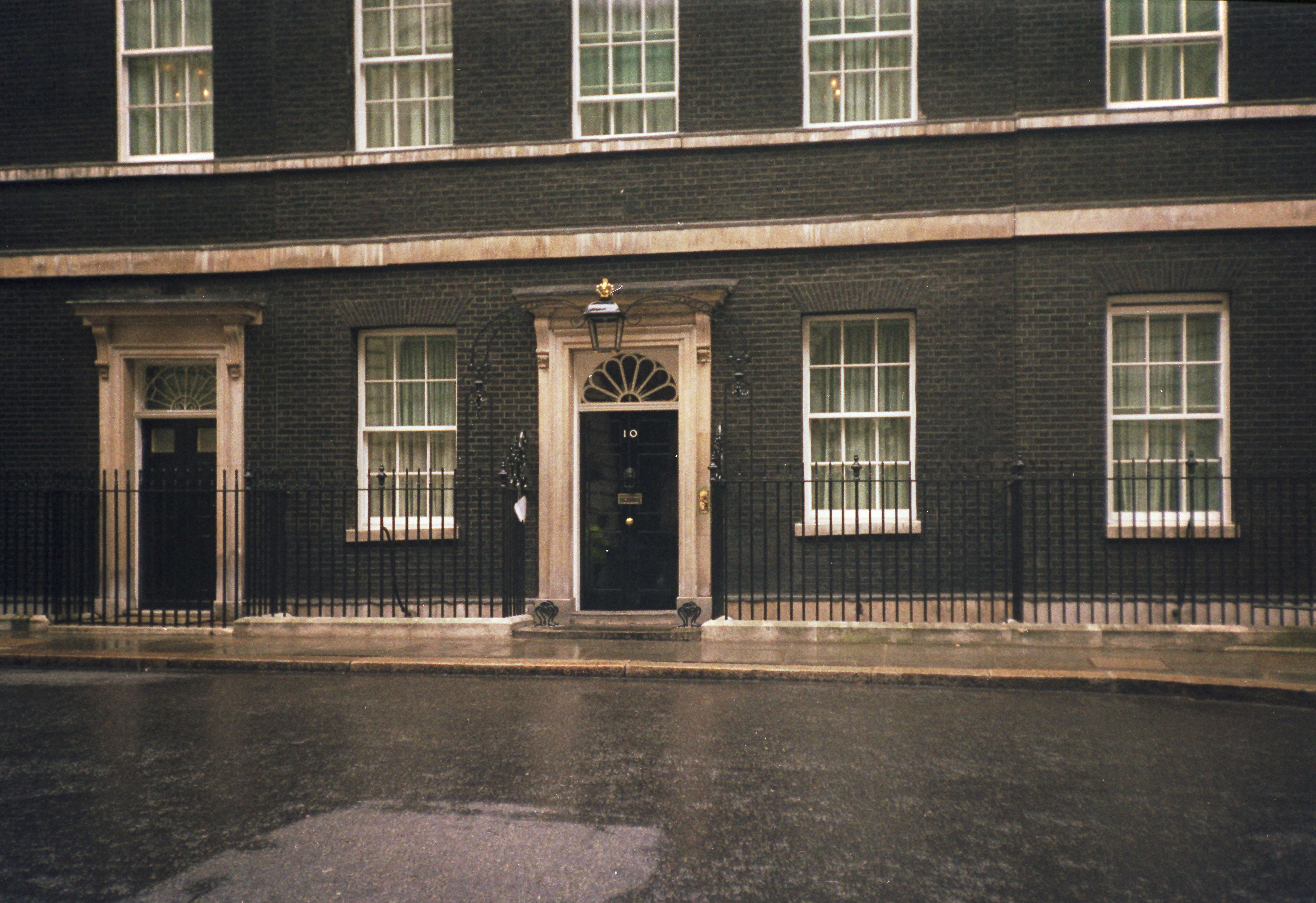
10 Downing Street, die Londoner Residenz des Premierministers

Bei der Bildung seines Kabinetts verzichtete Macmillan auf größere Veränderungen. Da er in der Außenpolitik von Beginn an entschlossen war, eigene Akzente zu setzen, verweigerte er Rab Butler das Foreign Office und bot ihm stattdessen das Innenministerium an. Im Foreign Office beließ er dafür den loyalen, aber weniger befähigten Selwyn Lloyd im Amt. Für den vakanten Posten des Schatzkanzlers berief Macmillan Peter Thorneycroft. Den Verteidigungsminister Antony Head ersetzte er durch den entschlossenen Duncan Sandys, der für Macmillan eine Neuausrichtung der britischen Verteidigungsdoktrin ausarbeiten sollte. Zudem nominierte er Lord Hailsham als neuen Minister of Education (Bildungsminister).
Macmillan brachte die finanziellen Sorgen des Schatzkanzlers mit ins Amt – neben der unmittelbaren Notwendigkeit, das angeschlagene Verhältnis zu den USA zu erneuern, war die Wirtschaft zunächst sein Hauptanliegen. Er unterstützte die Bildung der „Kommission für Nationaleinkommen“ als Teil seiner „Wachstum ohne Inflation“-Politik. Immer noch stark durch die Erfahrungen der Wirtschaftskrise der 1930er geprägt, sah er es als seine Priorität an, eine möglichst hohe Beschäftigungsquote anzustreben; dagegen meinten seine Finanzsekretäre, dass vor allem die Währung stabilisiert werden müsse, was wegen der dann erforderlichen strikten Haushaltsbeschränkungen zu erhöhter Arbeitslosigkeit geführt hätte. Ihre Vorschläge wurden abgelehnt, und im Januar 1958 traten, von Schatzkanzler Peter Thorneycroft angeführt, alle drei Sekretäre zurück. Macmillan, gerade auf einer Reise durch das Commonwealth, wischte diesen Vorfall als „kleines lokales Problemchen“ vom Tisch. Anstelle Thorneycrofts berief er Derick Heathcoat-Amory (bis dahin der Minister für Landwirtschaft, Fischerei und Ernährung) zum Schatzkanzler.
Unter Macmillans Ägide wurden in der Folge auch viele innenpolitische Reformen durchgeführt, für die meist Innenminister Rab Butler verantwortlich zeichnete. So wurden legislative Reformen im Justizsystem durchgeführt, die bestehenden Regeln bezüglich Lizenzvergabe (Alkoholverkauf), Glücksspiel und Prostitution gelockert. Weiterhin wurden mehrere Gesetze verabschiedet, um den allgemeinen Lebensstandard der Bevölkerung zu verbessern, so etwa infolge der Smog-Katastrophe in London 1956 ein Clean Air Act, 1960 ein Noise Abatement Act zur Lärmbekämpfung, oder mit dem Factories Act 1961 ein Gesetz zum Arbeitsschutz. Die Standardarbeitszeit pro Woche wurde von 48 Stunden auf 42 Stunden gesenkt. Um den massenhaften Zustrom von Einwanderern zu begrenzen – in der Theorie war ein Viertel der gesamten Weltbevölkerung berechtigt in Großbritannien einzuwandern – reagierte Macmillans Regierung 1962 mit einem Einwanderungsgesetz, welches die Freizügigkeit im Commonwealth einschränkte.
Ebenso wie seine Vorgänger im Amt hielt Macmillan am britischen Nuklearwaffenprogramm fest. Die daraus resultierenden Forderungen an die Nuklearindustrie werden zum Teil für den Windscale-Brand im Oktober 1957 verantwortlich gemacht. Die tatsächliche Schwere des Unfalls wurde unter Verschluss gehalten, um die Bevölkerung nicht zu beunruhigen und die bereits vereinbarte Kooperation mit den USA auf dem Gebiet der Atomforschung nicht zu gefährden. Im November 1957 gelang nahe Kiritimati der erste erfolgreiche Wasserstoffbombentest. Zugunsten der nuklearen Abschreckung wurde die konventionelle Rüstung weiter reduziert. Macmillans neu ernannter Verteidigungsminister Duncan Sandys wurde mit der Umrüstung der britischen Streitkräfte beauftragt. Sandys' Konzept, am 4. April 1957 in einem Weißbuch vorgestellt, definierte Nuklearwaffen als die maßgebliche Grundlage der britischen Verteidigung. Damit einhergehend sollten die konventionellen britischen Teilstreitkräfte weiter reduziert und umstrukturiert werden; Sandys' Planung sah eine schrittweise Reduktion der personellen Mannschaftsstärke von 690.000 Mann auf 375.000 Mann im Jahr 1962 vor. Zudem sollte der Anteil des Verteidigungsetats am Bruttosozialprodukt durch fortlaufende Etatkürzungen von bisherigen knapp zehn Prozent auf sieben Prozent im Jahr 1962 reduziert werden. Das Ende der allgemeinen Wehrpflicht in Großbritannien wurde für 1960 beschlossen.

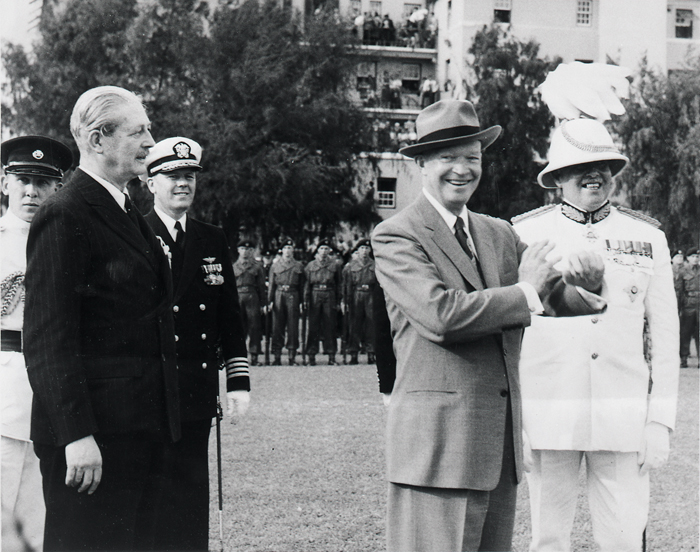
Konferenz mit Eisenhower auf Bermuda, 1957

In der Außenpolitik zeigte sich Macmillan überzeugt, durch Gipfelkonferenzen mit anderen Staatsführern wirksam Spannungen abzubauen und diplomatische Erfolge erzielen zu können. Er bemühte sich als Premierminister wiederholt, doch erfolglos, durch eine Viermächtekonferenz den Konflikt zwischen Warschauer Pakt und NATO zu lösen. In den folgenden Jahren seiner Amtszeit entwickelte er eine ausgedehnte Reisetätigkeit. Zunächst bemühte Macmillan sich, die Differenzen zu beseitigen, die zwischen Großbritannien und den USA durch die Sueskrise im Herbst 1956 entstanden waren und die Special relationship zu erneuern. Seine Freundschaft mit Eisenhower, die aus Kriegszeiten stammte, war ihm dabei nützlich. Schon im März 1957 hielten die beiden eine freundliche Konferenz auf Bermuda ab. Dabei wurde auch die Stationierung von 60 Thor-Raketen unter gemeinsamer Kontrolle in Großbritannien vereinbart, die die veralteten nuklear bestückten Bomber des Strategic Air Command ablösen sollten. Die guten Beziehungen setzten sich später mit dem Aufstieg John F. Kennedys fort.

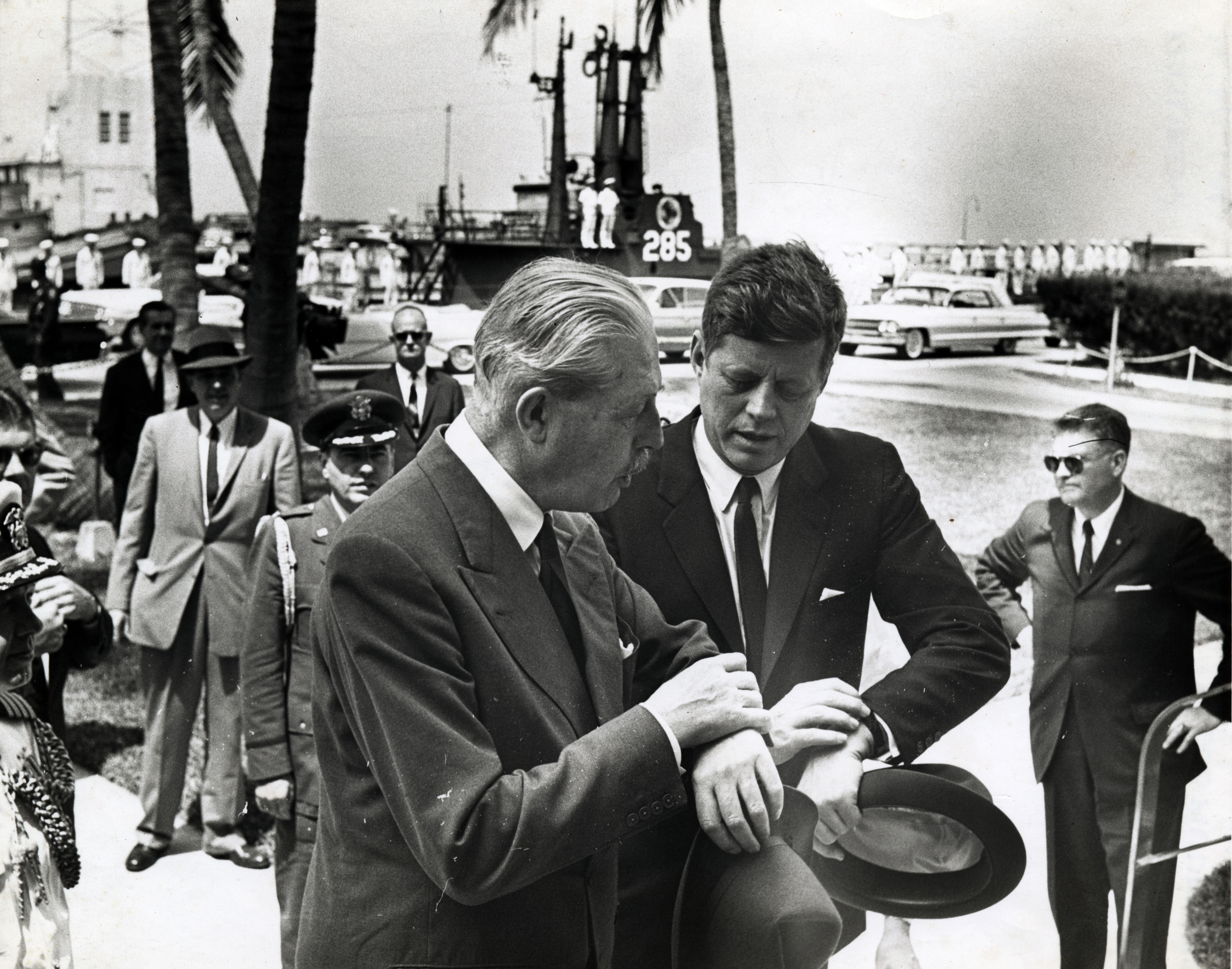
Uhrenvergleich mit John F. Kennedy in Key West, 1961

Macmillan sah auch den Wert einer Annäherung an Europa. Er suchte Zutritt zur Europäischen Wirtschaftsgemeinschaft (EWG) – die am 1. Januar 1958 gestartet war – und lotete die Möglichkeit einer europäischen Freihandelszone (EFTA) aus.
Macmillan suchte aber auch Großbritanniens Machtposition im Nahen Osten zu erhalten – im Oman setzte er die Royal Air Force ein, um eine von Saudi-Arabien und Ägypten finanzierte Revolte gegen den Sultan von Oman niederzuwerfen. 1957 unterstützte er nachdrücklich einen Plan der USA, das Regime in Syrien zu stürzen. Zudem führte diese Politik zu einer Intervention in Jordanien 1958, wohin Luftlandetruppen entsendet wurden, um einen von Syrien initiierten Umsturzversuch gegen das jordanische Königshaus abzuwehren. Eine weitere Intervention sanktionierte Macmillan 1960 in Kuwait, nachdem im benachbarten Irak ein Militärputsch stattgefunden hatte und das neue Regime, welches sich der Sowjetunion annäherte, Kuwait mit einer militärischen Invasion bedrohte.
Vom Karikaturisten „Vicky“ (Victor Weisz) wurde Macmillan im November 1958 in einer Karikatur zum ersten Mal mit dem Spitznamen „Supermac“ belegt, die ihn in einem Superman-Kostüm mit der No.10 (als Kürzel für 10 Downing Street) auf der Brust zeigte. Ursprünglich ironisch gemeint, entwickelte die Karikatur bald eine Eigendynamik und wurde positiv mit Macmillan assoziiert.
Im Februar 1959 besuchte er die Sowjetunion, um mit Nikita Chruschtschow den Status West-Berlins zu besprechen, zwischen Chruschtschow und Eisenhower zu vermitteln und ein mögliches Verbot von Kernwaffentests in die Wege zu leiten. Im Anschluss bemühte Macmillan sich intensiv um die Einberufung einer Gipfelkonferenz der vier Hauptsiegermächte. Dies und sein Bemühen, die Kosten der in Westdeutschland stationierten britischen Truppen zu reduzieren, sorgte gleichzeitig für Spannungen im britisch-deutschen Verhältnis, da Bundeskanzler Konrad Adenauer einer Politik der Stärke den Vorzug gab. Zudem befürchtete der misstrauische Adenauer geheime Absprachen zwischen den Großmächten auf Deutschlands Kosten. Macmillans nachfolgender Besuch in Bonn am 12. März 1959 vermochte die Verstimmungen im Verhältnis und Adenauers Argwöhnen hinsichtlich einer west-östlichen Détente auf deutsche Kosten nicht zu zerstreuen. Auch mit dem scheidenden amerikanischen Außenminister Dulles stieß Macmillan bei seinem fünftägigen Besuch in Washington, D.C. und Camp David in der darauffolgenden Woche zusammen; Dulles empfand die Briten und Macmillan ebenfalls als zu kompromissbereit gegenüber der Sowjetunion in der Berlin-Krise und versuchte Macmillan auf eine unnachgiebige Haltung einzuschwören. Der Konflikt blieb ungelöst, jedoch gelang es Macmillan, die US-Administration auf ein Treffen der Außenminister zu verpflichten, die eine Entspannung herbeiführen und eine Gipfelkonferenz der vier Hauptsiegermächte vorbereiten sollte. Außerdem kam er mit Eisenhower überein, den schottischen Flottenstützpunkt Holy Loch der US Navy künftig als Standort für Atom-U-Boote zu überlassen.

#### Zweite Amtszeit (1959–1963)
Bei der Unterhauswahl vom Oktober 1959 führte Macmillan die Konservativen zu einem großen Sieg: Die Partei erreichte 365 von 630 Sitzen und baute so ihre vorhandene Mehrheit im Unterhaus von 60 Sitzen auf 100 Sitze aus. Macmillans Wahlkampf basierte auf dem erreichten wirtschaftlichen Fortschritt und dem gestiegenen Lebensstandard unter dem Wahlkampfslogan: „Life’s Better Under the Conservatives.“ („Das Leben ist besser unter den Konservativen.“) Bekannt wurde Macmillans Ausspruch aus dieser Zeit, den er bei einer Rede in Bedford einfließen ließ: „Let us be frank about it – most of our people have never had it so good.“ („Laßt uns offen sein: Die meisten Menschen hatten es noch nie so gut.“) Die tatsächliche Wachstumsrate war jedoch im Vergleich zum übrigen Europa schwach und wurde durch die hohen Verteidigungsausgaben geschönt. Die Verteidigungsausgaben betrugen trotz Kürzungen auch unter Macmillans Regierung noch fast zehn Prozent des Bruttosozialprodukts.

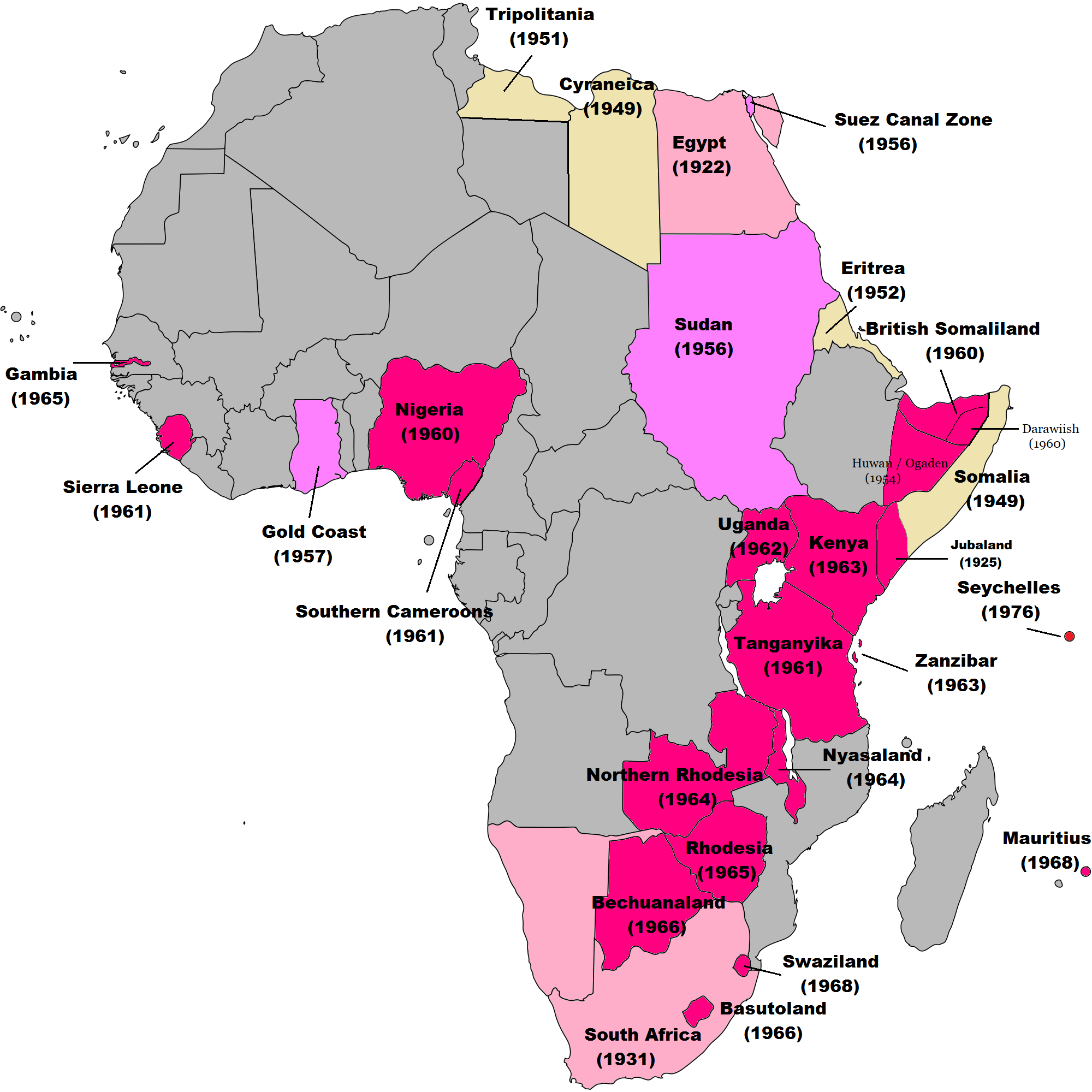
Karte der britischen Dekolonisierung in Afrika; Jahr der Unabhängigkeit in Klammern

In Bezug auf das Britische Empire setzte Macmillan die Entlassung der Britischen Kolonien und Protektorate fort. Ghana und Malaya erhielten 1957 die Unabhängigkeit, Britisch-Somaliland und Nigeria 1960, Sierra Leone, Tanganjika und Kuwait 1961, Jamaika, Trinidad und Tobago sowie Uganda 1962, Singapur, Sansibar und Kenia im Jahr 1963. 1960 wurde das so genannte Afrikanische Jahr. Macmillan reiste früh in diesem Jahr durch den Kontinent und nahm – vielfach kritisiert – eine Einladung Südafrikas an, das seine Sezession aus dem britischen Commonwealth vorbereitete. Vor dessen Parlament wiederholte er am 3. Februar 1960 seine zuvor in Ghana gewählte Formulierung, dass ein „wind of change“, ein Wind des Wandels, durch den Kontinent wehe. „Ob wir es wollen oder nicht: Dieses wachsende Nationalbewußtsein ist eine politische Tatsache. Wir alle müssen dies als Tatsache akzeptieren und unsere eigene Politik entsprechend ausrichten.“ Dabei ging er besonders auf die wirtschaftlichen Beziehungen beider Länder ein und verwies angesichts einer sich zunehmend radikalisierenden Apartheidspolitik auf den Boykott englischer Konsumenten gegenüber südafrikanischen Produkten. Er benannte offen die Differenzen beider Länder in Bezug auf ihre jeweilige Innen- und Außenpolitik. Es sei ein Grundprinzip des modernen Commonwealth, dass jedes Mitglied die Innenpolitik des anderen respektiere, jedoch innenpolitische Entwicklungen in jeder Nation auch Wirkungen außerhalb von ihr erzeugen. Der südafrikanische Premierminister Verwoerd betonte dagegen, die weiße Vorherrschaft im Land weiterhin beibehalten zu wollen. Letztlich setzte Macmillan mit seiner Rede jedoch einen historischen Meilenstein. Zudem stimmte er der Auflösung der Föderation von Rhodesien und Njassaland zu. Über dieser seit Jahren diskutierten Frage überwarf sich Macmillan mit seinem Schwager Lord Salisbury, der bereits 1957 aus Protest gegen die Aufhebung der Verbannung von Erzbischof Makarios III. von Zypern aus dem Kabinett ausgeschieden war. Selbst ein überzeugter Imperialist alter Schule, kritisierte er nach dem Bruch wiederholt Macmillans Politik als zu linksgerichtet. Salisbury nahm auch die Präsidentschaft des Conservative Monday Clubs an, eine 1961 formierte kleine rechte Interessensgruppe innerhalb der Tories, die Macmillans Regierung als zu liberal und linksgerichtet kritisierte und der Dekolonisierung ablehnend gegenüberstand.
Macmillans Versuch, im Mai 1960 auf der Pariser Gipfelkonferenz einen Vertrag über ein Verbot von Kernwaffentests zu erreichen, die weiterhin schwelende Berlin-Krise graduell zu entschärfen und eine Entspannung zwischen den beiden Machtblöcken einzuleiten, scheiterte angesichts der Affäre um den Spionageflug des US-Piloten Gary Powers mit der U-2. Chruschtschow brüskierte Eisenhower und ließ den Gipfel gleich zu Beginn ‚platzen‘. Macmillan, der große Hoffnungen an die Konferenz geknüpft hatte, bezeichnete die gescheiterte Konferenz als schweren Rückschlag und empfand sie als eine persönliche Niederlage. Direkt danach und auch später in einem Interview mit der British Broadcasting Corporation bezeichnete er das Scheitern des Gipfels als „einen der tragischsten Momente meines Lebens.“
Vor der parlamentarischen Sommerpause 1960 bildete Macmillan sein Kabinett um; Alec Douglas-Home beförderte er zum Außenminister. Der bisherige Außenminister, Selwyn Lloyd, wechselte ins Schatzamt, wo er Derick Heathcoat-Amory ersetzte, der (aus Altersgründen) aus dem Unterhaus ausschied und wenig später geadelt wurde. Edward Heath, bisher Chief-Whip, wurde für das Amt des Lordsiegelbewahrers nominiert, um in Brüssel die Beitrittsverhandlungen mit der Europäischen Wirtschaftsgemeinschaft zu führen. Christopher Soames, vorher als Minister im redundanten War Office, wurde Minister für Landwirtschaft, Fischerei und Ernährung. Zudem holte Macmillan die im Januar 1958 zurückgetretenen Peter Thorneycroft und Enoch Powell zurück in die Regierung: Thorneycroft betraute er mit dem Amt des Luftfahrtministers, Powell wurde Gesundheitsminister.
Im März 1961 traf sich Macmillan in Key West mit dem neu gewählten John F. Kennedy; Macmillan und Kennedy waren verwandtschaftlich verbunden, da Kennedys Schwester Kathleen in die Devonshire–Familie eingeheiratet hatte. Wie vormals mit Eisenhower war Macmillan erneut in der Lage, mit Kennedy ein gutes Verhältnis herzustellen.
1961 fror die Regierung sieben Monate lang die Löhne und Gehälter ein und erhöhte einige indirekte Steuern. Dies brachte einen Popularitätsverlust für die Regierung und eine Serie von Niederlagen bei Nachwahlen. Macmillan plante daraufhin, nach der parlamentarischen Sommerpause 1962 eine tiefgreifende Kabinettsumbildung vorzunehmen, wie er Rab Butler und Iain Macleod (dem Leader of the House of Commons) vertraulich mitteilte. Butler gab dies jedoch am Abend des 12. Juli 1962 an den Pressemagnaten Lord Rothermere weiter, der seine Zeitung Daily Mail am nächsten Tag mit der Schlagzeile “Mac’s Master Plan” darüber berichten ließ. Ein entsetzter Macmillan sah sich daraufhin zu einem überstürzten Handeln gezwungen und entließ in der sogenannten „Nacht der langen Messer“ kurzerhand sieben Kabinettsmitglieder, die er durch aufstrebende jüngere Männer wie Reginald Maudling, Sir Keith Joseph und Michael Noble ersetzte. Obwohl langfristig ein Gewinn für seine Partei, erwies sich Macmillans brutale Art der Kabinettsumbildung kurzfristig als schwere Hypothek. Im Unterhaus schlug die Opposition Kapital aus den Vorgängen und machte Macmillan zur Zielscheibe ihrer Kritik; zudem sank seine persönliche Beliebtheit in den Umfragewerten ab.

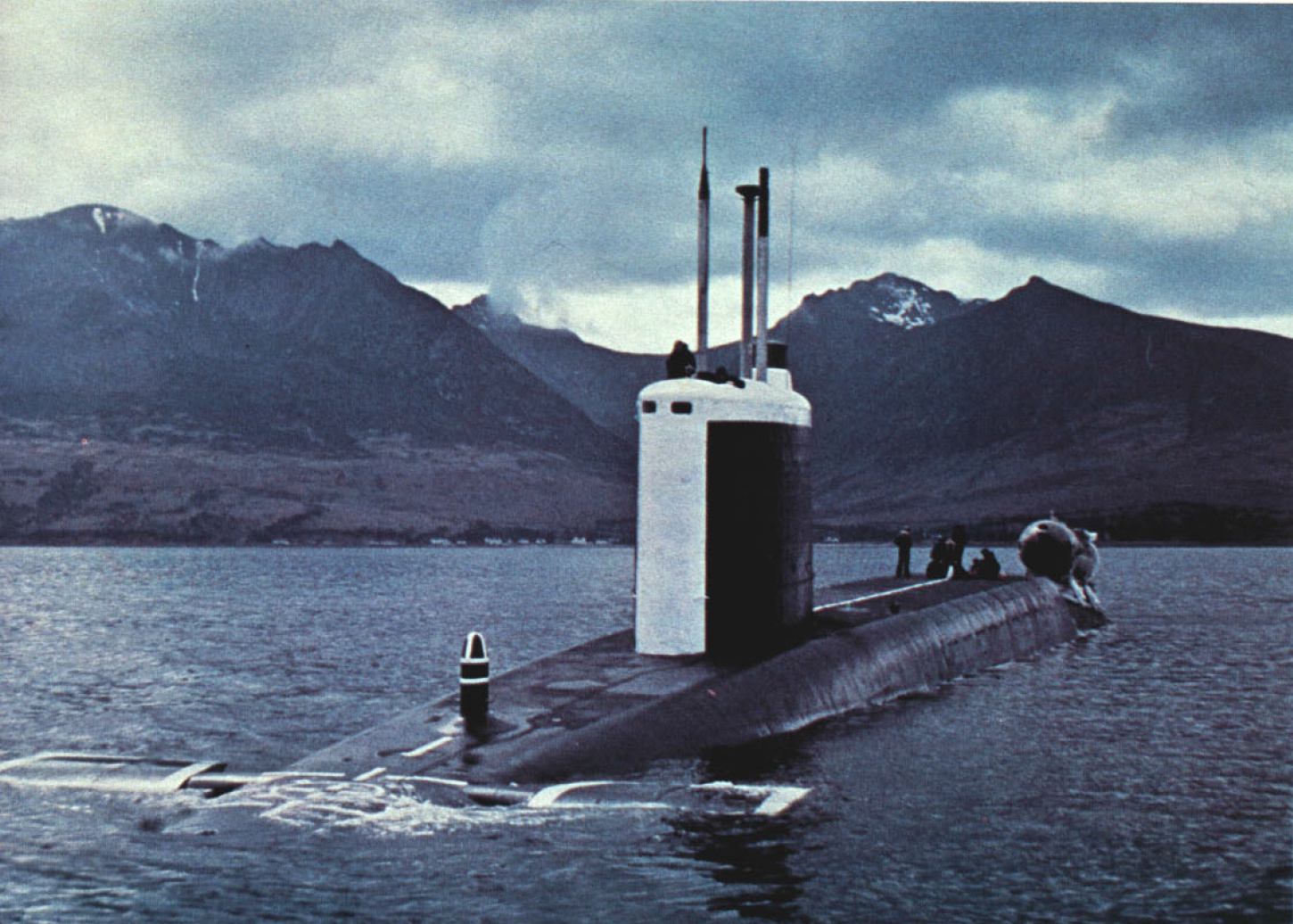
HMS Repulse im Firth of Clyde, ein Atom-U-Boot der Resolution-Klasse

Im September 1962 erschütterte der Spionageskandal um den Regierungsbeamten John Vassall Großbritannien; Vassall war mit seiner Homosexualität erpresst worden, Geheimnisse der britischen Botschaft in Moskau und später der Naval Intelligence Division an die Sowjetunion zu verraten. Macmillans Regierung geriet in der Folge unter starke Kritik von Seiten der britischen Presse.
Die britischen Versuche, Anfang der 1960er Jahre mit dem Blue-Streak-Programm eine eigene Raketenstreitmacht zur atomaren Abschreckung aufzubauen, scheiterten an hohen Kosten und der Verwundbarkeit bei einem theoretischen sowjetischen Erstschlag. Nachdem auch das Skybolt-Raketenprogramm aus technischen und finanziellen Gründen gestrichen wurde, erreichte Macmillan im Dezember 1962 mit der Vereinbarung von Nassau die Lieferung von amerikanischen Polaris-Mittelstreckenraketen. Auf den vier Atom-U-Booten der Resolution-Klasse installiert, sollten diese bis in die 1990er-Jahre hinein das Kernstück der britischen nuklearen Abschreckungspolitik bilden. Gleichzeitig war Macmillan viele Jahre lang einer der Haupttreibenden in den Verhandlungen, die schließlich 1963 zum Vertrag über die Einschränkung von Atombombentests führten, der von Großbritannien, den USA und der Sowjetunion in Moskau unterzeichnet wurde.
Im Dezember 1962 trafen sich Macmillan und Charles de Gaulle auf Schloss Rambouillet, um Großbritanniens Antrag auf Beitritt zur EWG und eine mögliche europäische Atomstreitmacht zu diskutieren. Ein gemeinsamer Brief Kennedys und Macmillans an de Gaulle, die Frankreich eine gleichlautende Regelung wie die Vereinbarung von Nassau anboten, wurde von de Gaulle abgelehnt. Dieser fürchtete, dass es „am Ende eine riesige atlantische Gemeinschaft, abhängig von Amerika“ geben würde. Großbritannien sah er immer primär als Partner der USA und als potenzielles Trojanisches Pferd an, durch welches die Interessen der USA in einem unzulässigen Umfang in die europäische Gemeinschaft eindringen würden. Außerdem äußerte er gegenüber seinem Vertrauten Alain Peyrefitte auch seine Verärgerung über das britisch-amerikanische Atomabkommen, nach dem Großbritannien mit Atomwaffen beliefert wurde, die die Amerikaner den Franzosen zuvor lange Zeit verweigert hatten. Macmillan vertrat demgegenüber die Ansicht, dass ein britischer EWG-Beitritt am besten während der Präsidentschaft de Gaulles erfolgen sollte, weil dieser eine den Briten ähnliche Auffassung von der politischen Gestaltung der Gemeinschaft hatte. Er schlug daher sogar in einem internen Memorandum vor, de Gaulle einen Handel anzubieten, in dem die Franzosen stärker in die britisch-amerikanische Weltpolitik eingebunden würden. Frankreich würde so zu einer De-facto-Weltmacht aufsteigen, während die Briten ihrerseits erheblichen Einfluss auf die EWG ausüben könnten. Großbritanniens Antrag scheiterte jedoch am 14. Januar 1963 am Veto de Gaulles.
In Verlegenheit brachte Macmillan auch die Profumo-Affäre von 1963, in deren Folge er im Unterhaus eine Vertrauensabstimmung überstand. Im aufkommenden Zeitgeist der Swinging Sixties machte sich ein gesellschaftlicher Wandel bemerkbar; der vormals als weltmännisch und „unerschütterlich“ wahrgenommene Macmillan galt mit seinem edwardianischen Habitus zunehmend als gegenwartsfremd und anachronistisch und wurde in satirischen Bühnenprogrammen wie Beyond the Fringe karikiert. In den letzten Monaten seiner Amtszeit zögerte Macmillan lange, ob er die Tories in den nächsten Wahlkampf führen wolle; im Oktober 1963 trat er jedoch im Nachgang einer Erkrankung und Operation zurück.
Mit auf sein Betreiben hin wurde Alec Douglas-Home, sein bisheriger Außenminister, in einem kontroversen Verfahren zu seinem Nachfolger auserkoren. Macmillan hatte Queen Elisabeth II. in einem Memorandum ausdrücklich zu Douglas-Home geraten. In späteren Jahren wurde Macmillan vorgeworfen, er habe mit einigen Parteigranden im Hintergrund die Fäden gezogen, um Rab Butler als seinen Nachfolger zu verhindern.

### Ruhestand als Politiker, Tätigkeit als Verleger & Schriftsteller

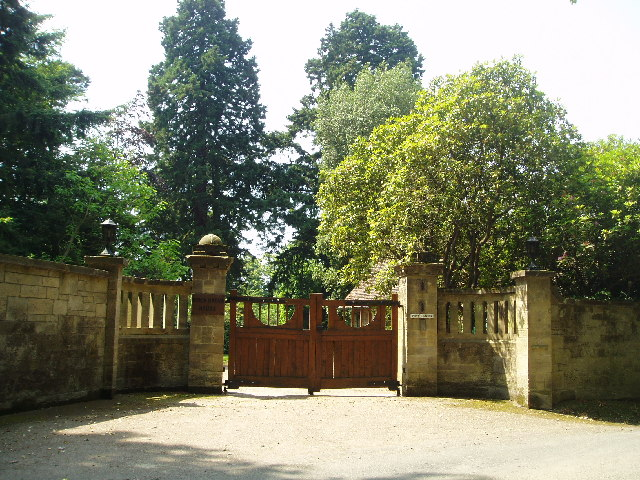
Eingangsportal von Birch Grove, Macmillans privatem Hauptwohnsitz

Am 28. Juli 1964 hielt Macmillan seine letzte Rede im Unterhaus und im Oktober 1964 zog er sich aus der aktiven Politik zurück. Er widmete sich fortan vor allem seinem Verlag, dessen Vorstandsvorsitzender er als Nachfolger seines Bruders Daniel wurde. Als Vorstandsvorsitzender modernisierte er das Verlagsangebot, gab das zu klein gewordene Verlagsgebäude in der St. Martin’s Street auf und erweiterte den Verlag mit der Firma Pan Books, die den Vertrieb von Taschenbüchern übernahm. Zudem war er 1960 zum Kanzler der Universität von Oxford gewählt worden und widmete sich diesem Amt in den folgenden Jahrzehnten mit großer Energie. Als produktiver Schriftsteller verfasste er eine sechs Bände umfassende Autobiografie, die zwischen 1966 und 1973 erschien und die Jahre vom Kriegsausbruch 1914 bis zu seinem Rücktritt als Premierminister 1963 umfasst. Die Autobiografie wurde von der Kritik als eher zähe und weitschweifige Lektüre wahrgenommen. 1975 veröffentlichte er mit The Past Masters: Politics and Politicians ein verkaufsträchtiges Buch über berühmte politische Zeitgenossen. Zudem führte Macmillan (beginnend mit seiner Reise nach Finnland im Jahr 1939) über Jahrzehnte Tagebücher; unter dem Titel War Diaries veröffentlichte er 1984 eine Buchform seiner Einträge während seiner Zeit im Mittelmeerraum. Posthum wurden weitere Teile seiner Tagebücher in einer bearbeiteten Fassung veröffentlicht.
Macmillan war zeitlebens ein begeisterter Leser; selbst als Minister verbrachte er viele Vormittage lesend im Bett (seinen Amtsgeschäften kam er vor allem nachmittags und abends nach) und noch als Premierminister las er, wie seine Tagebücher bezeugen, oft mehr als 100 Bücher im Jahr. Weiterhin war er ein passionierter Golfspieler und enthusiastischer Jäger, der fast jede Jagdsaison an Moorhuhnjagden teilnahm. Seine Urlaube verbrachte er gewöhnlich in Schottland. Von seiner Jugend an litt Macmillan (wie beispielsweise auch seine Zeitgenossen Churchill oder Willy Brandt) periodisch an melancholischen Phasen (in England teils auch bekannt als Black Dog), die er durch temporären Rückzug und stetes Lesen bekämpfte. Seine Frau Dorothy verstarb im Mai 1966; Macmillan verbrachte den Rest seines Lebens als Witwer. Im Alter pendelte er zwischen seinem Herrenhaus Birch Grove und den diversen Londoner Gentlemen’s Clubs, in denen er Mitglied war (Carlton Club, Turf Club, Pratt’s, Beefsteak Club und Buck’s Club) und die er häufig frequentierte. 1974 zog er sich als Vorsitzender des Macmillan & Company-Verlags auf das Amt des Präsidenten zurück, welches er bis zu seinem Tod innehielt. 1977 nahm er die Präsidentschaft des renommierten Carlton Clubs an, dem er seit 1929 angehört hatte. Nach wenigen Monaten fusionierte er Carlton Club und Junior Carlton Club, um das künftige finanzielle Weiterbestehen des Clubs zu sichern.

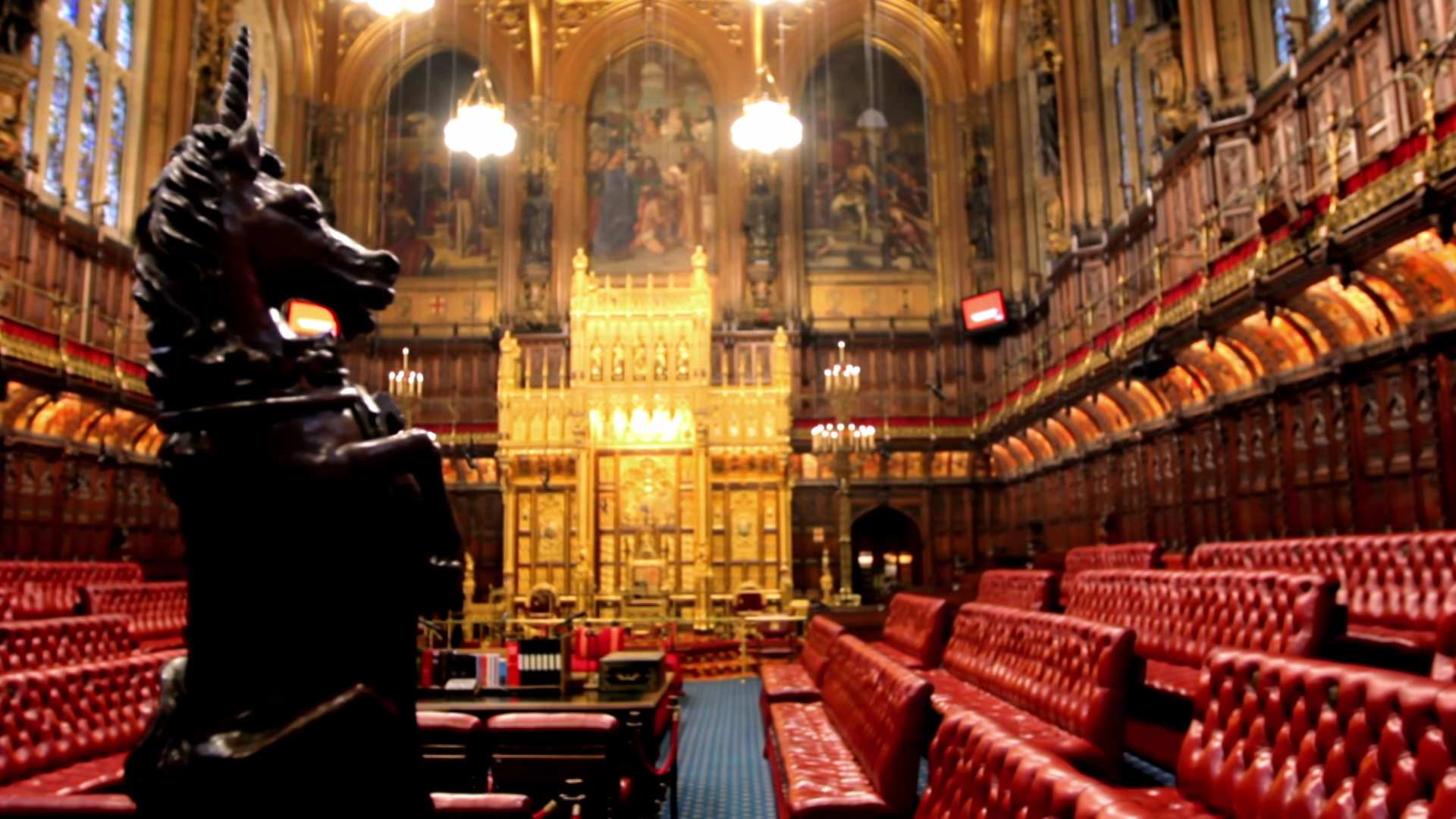
House of Lords Chamber

1976 wurde ihm der Order of Merit verliehen. Im Oktober des gleichen Jahres regte er (erfolglos) die Bildung einer „Regierung der nationalen Einheit“ an, die aus allen Parteien bestehen und die britische Wirtschaftskrise wirksam bekämpfen sollte. Nachdem Margaret Thatcher zur Parteichefin der Tories gewählt worden war und seine vom Nachkriegskonsens dominierte Politik von den Finanzexperten seiner Partei (vor allem von den Monetaristen Norman Tebbit und Nicholas Ridley) angegriffen wurde, meldete Macmillan sich wieder häufiger öffentlich zu Wort. Zu Beginn des Falklandkriegs war er ein wichtiger Ratgeber Thatchers; unter anderem gab er ihr nun eingedenk des Sues-Debakels den Ratschlag, ein kleineres Kriegskabinett zu bilden, das täglich konferieren solle und unbedingt den Schatzkanzler (Geoffrey Howe) aus diesem auszuschließen. Thatcher würdigte diese Ratschläge später ausdrücklich in ihren Erinnerungen.
1981 wurde er zum Ehrenmitglied der British Academy gewählt. 1984 wurde ihm die Freedom Medal verliehen. Den ihm bereits seit 1964 wiederholt angetragenen Adelstitel akzeptierte Macmillan ebenfalls erst 1984 zu seinem 90. Geburtstag. Er wurde am 24. Februar 1984 zum Earl of Stockton und Viscount Macmillan of Ovenden, of Chelwood Gate in the County of East Sussex and of Stockton-on-Tees in the County of Cleveland, ernannt. Macmillan war der erste bürgerliche Brite seit 1965, der einen neuen erblichen Titel in der Peerage of the United Kingdom empfing und diesen auch tatsächlich weitervererbte. Im Carlton Club benannte man einen Speisesaal nach ihm.
In seiner Erstrede im House of Lords kritisierte er Thatchers Handhabung des Bergarbeiterstreiks 1984/1985 in harschen Worten. Hatte Thatcher noch kurz nach ihrer Wahl zur Parteichefin in einem ihrer ersten Interviews Macmillan als den Politiker des 20. Jahrhunderts, den sie am meisten bewundere, gepriesen, kritisierte sie nun umgekehrt dessen Politik in den 1960ern.
Macmillan soll Thatchers Privatisierungspolitik mit dem „Verkauf des Familiensilbers“ verglichen haben. Sein genaues Zitat bei einem Abendessen der Tory Reform Group in der Royal Overseas League am 8. November 1985 bezog sich auf den Verkauf von Vermögenswerten, der bei Privatpersonen oder Staaten üblich ist, wenn sie in finanzielle Schwierigkeiten geraten: „Zuerst geht das georgianische Silber weg. Und dann all die schönen Möbel, die früher im Salon standen. Dann gehen die Canalettos.“ Profitable Teile der Stahlindustrie und der Eisenbahnen wurden zusammen mit British Telecom privatisiert: „Sie waren wie zwei Rembrandts, die noch übrig waren.“
Macmillans Rede wurde viel kommentiert, und ein paar Tage später hielt er eine Rede im House of Lords, in der er sich darauf bezog:
„Als ich neulich wagte, das System zu kritisieren, wurde ich, fürchte ich, missverstanden. Als Konservativer bin ich natürlich dafür, alle Produktions- und Vertriebsmittel, die jetzt vom Staatskapitalismus kontrolliert werden, wieder in Privatbesitz und unter private Verwaltung zu bringen. Ich bin überzeugt, dass sie effizienter sein werden. Was ich jedoch in Frage zu stellen wagte, war die Verwendung dieser enormen Summen als Einkommen.“
Ende Dezember 1986 starb er in Birch Grove im 93. Lebensjahr. Da sein ältester Sohn Maurice zu dieser Zeit bereits tot war, erbte sein Enkel Alexander seine Adelstitel. Macmillan wurde am 5. Januar 1987 im erweiterten privaten Rahmen auf dem Friedhof der St. Giles Church in Horsted Keynes (Mid Sussex) beerdigt, wo er regelmäßig den Gottesdienst besucht und die Schriftlesung vorgetragen hatte.

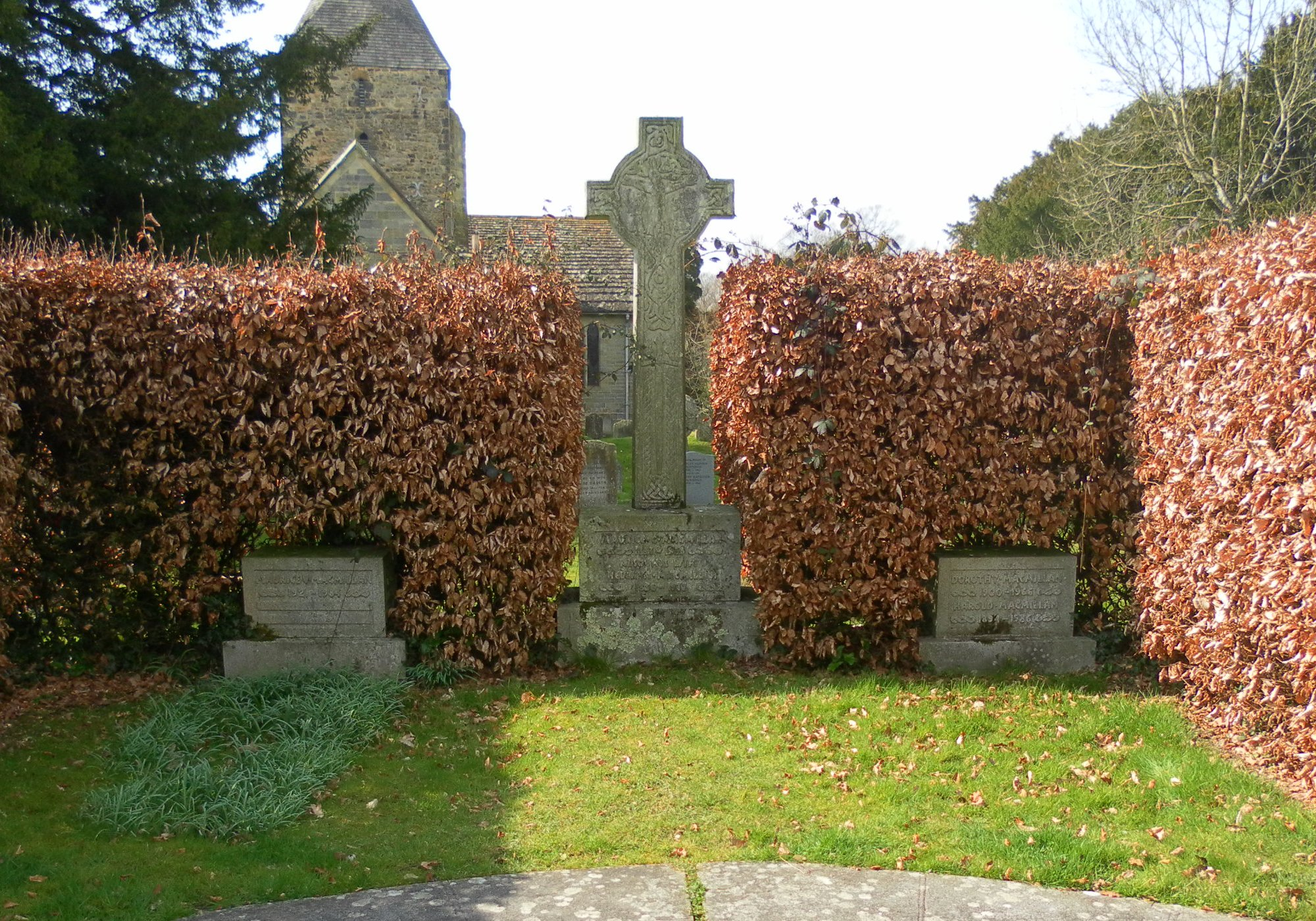
Macmillan-Familiengrab; St Giles’ Church, Horsted Keynes (2012)

## Rezeption

### Erinnerung

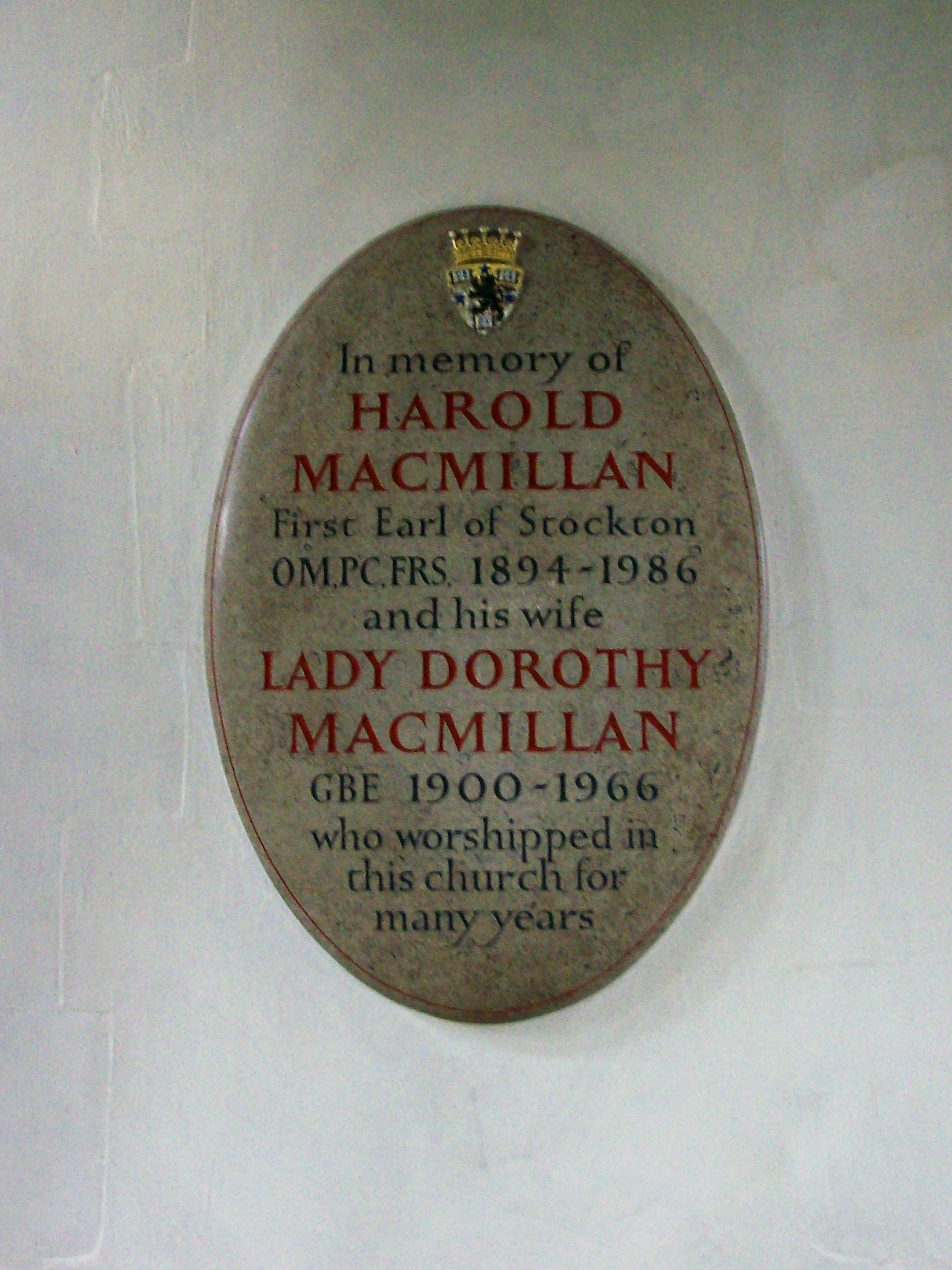
Gedenktafel für Harold Macmillan und seine Frau Dorothy

Unmittelbar nach seinem Tod wurde Macmillan weithin als bedeutender Staatsmann gewürdigt; am 12. Januar 1987 wurde seiner im Unterhaus gedacht und am 10. Februar 1987 fand in Anwesenheit von Queen Elisabeth II. ein öffentlicher Gedenkgottesdienst in der Westminster Abbey für Macmillan statt. Weitere Gedenkgottesdienste fanden an verschiedenen Orten statt, wie der Church of St Mary the Virgin in Oxford und in Südafrika. Tribute kamen unter anderem von Premierministerin Thatcher, die ihn als „außergewöhnlichen Menschen und großen Patrioten“ feierte, von US-Präsident Ronald Reagan, dem Präsidenten des ANC, Oliver Tambo, und aus dem Commonwealth. Differenzierter äußerte sich dagegen Labour-Vorsitzender Neil Kinnock, der zwar Macmillans Leistungen würdigte, jedoch auch kritisierte, dass die Ära, über die er präsidierte, eine Zeit verpasster Gelegenheiten und vermiedener Veränderungen gewesen sei.
In den 1980ern kam es zu einer mit zunehmender Intensität geführten öffentlichen Debatte über das Ausmaß der britischen Verstrickung in der Frage der Zwangsrepatriierung der sowjetischen Bürger, die auf Seiten der Wehrmacht gegen die Sowjetunion gekämpft hatten. Im Zuge dieser Kontroverse nannte der Schriftsteller Robert Graves Macmillan einen „Mörder“. Ende 1986 schließlich veröffentlichte der Autor Nikolai Tolstoy sein Buch The Minister and the Massacres in dem er das britische Militär, voran Harold Macmillan und Toby Low, 1. Baron Aldington, für das Massaker von Bleiburg direkt mitverantwortlich machte. Er warf Macmillan vor, als Teil einer „Klagenfurt-Verschwörung“ General Harold Alexander dazu gebracht zu haben, Kosaken und sowjetische Staatsbürger zur Zwangsrepatriierung auszuliefern. Zunächst mit viel Lob bedacht, wurden Tolstoys Schilderungen schnell kritisch bewertet. Christopher Booker, der zunächst ebenfalls an eine persönliche Schuld Macmillans geglaubt hatte, wies Tolstoy in einem eigenen Buch zahlreiche Verdrehungen nach; zudem habe Tolstoy Zeugenaussagen verwendet, die Ereignisse vierzig Jahre früher beschreiben würden. Weiter warf der schottische Autor Ian Mitchell Tolstoy dessen unbegründete Behauptung vor, Macmillan sei ein heimlicher Verbündeter bzw. Agent des sowjetischen Innenministeriums gewesen. Lord Aldington verklagte Tolstoy 1989 erfolgreich wegen Verleumdung. Macmillans diverse Biografen, allen voran dessen offizieller Biograf Alistair Horne lehnten Tolstoys Thesen ebenfalls weitgehend ab. 1990 veröffentlichte eine unabhängige Untersuchungskommission (die unter der Leitung von Brigadier Anthony Cowgill stand und zu deren Mitarbeitern Lord Brimelow sowie Christopher Booker zählten) nach vier Jahren Arbeit schließlich ihren Bericht. Sie kam einmütig zu dem Schluss, dass, „konträr zu der Impression, die in den letzten Jahren weithin akzeptiert wurde, die Rolle, die Harold Macmillan als britischer Resident Minister in der Repatriierung spielte, extrem klein und nur marginal in ihren Konsequenzen war.“ Zudem sei Macmillan an keinerlei Entscheidung beteiligt gewesen, die Dissidenten gegen ihren Willen zu überstellen.
Vielen Briten ist Macmillan vor allem durch seinen Ausspruch „Never Had It So Good“ bekannt, der bis heute den britischen Wohlfahrtsstaat der Nachkriegszeit repräsentiert.

### Forschungsgeschichte
1967 erschien bereits zu Macmillans Lebzeiten eine von Anthony Sampson verfasste erste politische Monografie über ihn; 1982 folgte die Veröffentlichung von Nigel Fishers Biografie. Macmillan hatte mit Fisher unter der Prämisse kooperiert, dass dieser die Affäre seiner Frau mit „Bob“ Boothby aussparte und ihm auch keinen Zugang zu seinen privaten Papieren gewährt. In seinem Resümee sah Fisher in Macmillan einen äußerst komplexen, beinahe chamäleonhaften Charakter. 1988 bzw. 1989 folgte dann die zweibändige offizielle Biografie von Alistair Horne. Horne war bereits im Sommer 1979 von Macmillan persönlich als sein Biograf ausgewählt worden. Hornes Biografie stützt sich stark auf Macmillans private Notizen und Tagebucheinträge, in seinen Interpretationen folgte er ebenfalls oft Macmillan. Ab Mitte der 1990er Jahre folgten weitere Biografien und Bücher, die sich mit Macmillans Leben auseinandersetzen.
Im Urteil von Richard Lamb (1995) sei Macmillan der weitaus beste unter den Premierministern der Nachkriegszeit gewesen.
Ein ähnliches Resümee zog D. R. Thorpe 2010 in seiner hochgelobten Biographie Supermac; Macmillan habe Stil im Überfluss besessen, er sei zudem auf der politischen Weltbühne ein Star gewesen. Wenn er zu Beginn der 1960er Jahre das anachronistische Symbol für alles, was falsch in Großbritannien sei geworden war, so sei dies ein unfaires Urteil. Macmillan habe das Land zwar nicht wie Margaret Thatcher umgekrempelt, es gebe auch keinen „Macmillanismus“ analog zum Thatcherismus; das Land habe das allerdings auch bei Macmillans Amtsantritt nicht gebraucht.
Für Dominic Sandbrook stehen die letzten Wochen seiner Zeit als Premierminister als exemplarisch für Macmillans ganze Amtszeit: Undurchsichtig, bühnenhaft und eigennützig, gleichzeitig aber nicht ohne Witz und Intelligenz.
2006 veröffentlichte Peter Mangold The Almost Impossible Ally. Harold Macmillan and Charles De Gaulle; neben einer biographischen Studie befasste er sich dabei mit dem blockierten EWG-Beitritt Großbritanniens; Mangold kam als Fazit zum Schluss, Macmillan sei politisch von de Gaulle ultimativ ausmanövriert und deklassiert worden.
In einer Umfrage des BBC Newsnight-Programms im September 2008, bei der die Abstimmenden den besten Premierminister nach 1945 wählen sollten, belegte Macmillan den vierten Rang (hinter Churchill, Clement Attlee und Thatcher). Im Jahr 2010 belegte Macmillan bei einer gleichlautenden Umfrage der University of Leeds wiederum den vierten Rang; die Umfrage fand unter 106 Akademikern statt, die sich auf britische Geschichte und britische Politik spezialisiert haben.

## Eigene Werke und Schriften
- Mit Robert Boothy, John Loder, Oliver Stanley: Industry and the State: A Conservative View. Macmillan, London 1927.
- Reconstruction: A Plea for a National Policy. Macmillan, London 1933.
- Planning for Employment. Macmillan, London 1935.
- The Next Five Years. Macmillan, London 1935.
- The Middle Way. A study of the problem of economic and social progress in a free and democratic society. Macmillan, London 1938 (und weitere Auflagen), ISBN 0-7158-1333-1.
- Winds of Change, 1914–1939. Macmillan, London 1966, ISBN 0-333-06639-1.
- The Blast of War, 1939–1945. Macmillan, London 1967, ISBN 0-333-00358-6.
- Tides of Fortune, 1945–1955. Macmillan, London 1969, ISBN 0-333-04077-5.
- Riding the Storm, 1956–1959. Macmillan, London 1971, ISBN 0-333-10310-6.
- Pointing the Way, 1959–1961. Macmillan, London 1972, ISBN 0-333-12411-1.
- At the End of the Day, 1961–1963. Macmillan, London 1973, ISBN 0-333-12413-8.
- The Past Masters: Politics and Politicians. Macmillan, London 1975, ISBN 0-333-19017-3.
- War Diaries: Politics and War in the Mediterranean, January 1943–May 1945. Macmillan, London 1984, ISBN 0-312-85566-4.
- The Macmillan Diaries. The Cabinet Years 1950–1957. Hrsg. von Peter Catterall. Macmillan, London 2003, ISBN 0-230-76843-1.
- The Macmillan Diaries. Prime Minister and After, 1957–1966. Hrsg. von Peter Catterall. Macmillan, London 2011, ISBN 978-1-4050-4721-0.